# Temporada 2023 de la NFL
La temporada 2023 de la NFL fue la 104.ª edición de la National Football League. La fase regular comenzó el 7 de septiembre de 2023 con el partido inaugural protagonizado por el campeón vigente, los Kansas City Chiefs, y finalizó el 7 de enero de 2024. Los playoffs empezaron el 13 de enero de 2024 y terminaron el 11 de febrero de este mismo año con la celebración del Super Bowl LVIII en el Allegiant Stadium de Paradise, Nevada. 
El equipo de Kansas City repitió como campeón tras vencer en el Super Bowl a los San Francisco 49ers por un marcador de 25 a 22 en un vibrante partido que necesitó de prórroga. Con esto, los Chiefs se convirtieron en el noveno equipo en ganar dos campeonatos de Super Bowl consecutivos, suceso que no ocurría desde 2004 y 2005 con los New England Patriots ganando los Super Bowls XXXVIII y XXXIX.

## Equipos participantes

### Cambios de entrenadores jefe
| Equipo               | Entrenador jefe saliente | Entrenador interino      | Entrenador jefe entrante | Razón                | Notas del cambio |
| Fuera de temporada   | Fuera de temporada       | Fuera de temporada       | Fuera de temporada       | Fuera de temporada   | |
| -------------------- | ------------------------ | ------------------------ | ------------------------ | -------------------- | --- |
| Arizona Cardinals    | Kliff Kingsbury          | Kliff Kingsbury          | Jonathan Gannon          | Despedido            | Tras cuatro temporadas, Kingsbury fue despedido por los Cardinals, el 9 de enero de 2023. Durante su gestión, el equipo tuvo un récord de 28-37-1 y un porcentaje de victorias de .432, una aparición en playoffs en la temporada 2021 siendo eliminados en wildcard por los Rams. Gannon fue confirmado como entrenador el 14 de febrero de 2023, siendo su primera experiencia como entrenador principal. En las dos últimas temporadas fungió como coordinador defensivo de los Eagles. |
| Carolina Panthers    | Matt Rhule               | Steve Wilks              | Frank Reich              | Despedido            | Esta era la tercera temporada de Rhule con la franquicia, pero un arranque de 1-4 hizo que el 10 de octubre de 2022 cortaran el vínculo laboral con él. Durante su estancia, los Panthers tuvieron un récord de 11-27 y porcentaje de .289, sin clasificaciones a playoffs. Steve Wilks, quien era el coordinador defensivo, pasó como interino para lo que restó de la temporada, manejando mejor el equipo pero sin poder clasificar a playoffs. Reich fue contratado el 26 de enero de 2023, fue entrenador de los Colts de 2018 a 2022, club del que acababa de salir. Con la franquicia de Indianápolis tuvo un récord de 40-33-1 y un porcentaje de victorias de .547, con dos presencias en postemporada en 2018 y 2020, siendo la primera más destacada, eliminando a los Texans en wildcard, pero perdiendo y quedando eliminados contra los Chiefs en ronda divisional. |
| Denver Broncos       | Nathaniel Hackett        | Jerry Rosburg            | Sean Payton              | Despedido            | Hackett había llegado para la temporada anterior, pero en 15 juegos tuvo un récord de 4-11 y un porcentaje de victorias de .267, quedando eliminado de playoffs, ocasionando su destitución el 26 de diciembre de 2022. Jerry Rosburg, quien era su asistente tomó la dirección principal por los dos últimos partidos de la temporada. Payton fue anunciado como el entrenador principal el 3 de febrero de 2023. Anteriormente fungió como entrenador de los Saints por 15 temporadas, teniendo un récord de 152-89, porcentaje de victorias de .631, siete títulos divisionales de la NFC Sur que significaron clasificación a playoffs y el campeonato del Super Bowl XLIV, venciendo a Peyton Manning y sus Colts. Además fue nombrado como entrenador del año en 2006. |
| Houston Texans       | Lovie Smith              | Lovie Smith              | DeMeco Ryans             | Despedido            | Reemplazando a David Culley, Smith tenía su primera temporada como entrenador principal en la franquicia texana, pero al sólo conseguir 3 victorias (récord de 3-13-1) y porcentaje de .206 siendo de los peores equipos, el 8 de enero de 2023, a pesar de derrotar a Indianapolis, se oficalizó su despido. El 31 de enero se anunció la contratación de DeMeco Ryans, un exjugador de la franquicia que se desempeñó como linebacker de 2006 a 2012. Desde 2017, ya retirado, empezó a ser asistente de la defensa y entrenador de linebackers de los 49ers, y en la temporada pasada (2022), tras la partida de Robert Saleh a los Jets, fue promovido a coordinador defensivo. Esta será apenas su primera experiencia como entrenador principal. |
| Indianapolis Colts   | Frank Reich              | Jeff Saturday            | Shane Steichen           | Despedido            | Reich estaba teniendo su quinta temporada con la franquicia, pero un mal arranque de sólo 3-5-1 y porcentaje de victorias de .389, ocasionó su destitución. Durante su estadía, los Colts tuvieron un récord de 40-33-1 y un porcentaje de victorias de .547, con dos presencias en postemporada, ambas como comodín, en 2018 y 2020, siendo la primera más destacada, eliminando a los Texans en wildcard, pero perdiendo y quedando eliminados contra los Chiefs en ronda divisional. Saturday, quien fuera center durante 12 temporadas para el equipo y quien fungía como consultor, fue nombrado como entrenador interino hasta el final de la temporada. Su única experiencia fue como coach fue para la Hebron Christian Academy a nivel preparatoria, en Dacula, Georgia. Steichen fue anunciado como entrenador de la franquicia el 14 de febrero de 2023. Las últimas dos temporadas se desempeñó como coordinador ofensivo de los Eagles, siendo esta su primera experiencia como entrenador principal. |
| Durante la temporada | Durante la temporada     | Durante la temporada     | Durante la temporada     | Durante la temporada | Notas del cambio |
| Equipo               | Equipo                   | Entrenador jefe saliente | Entrenador interino      | Razón                | |
| Las Vegas Raiders    | Las Vegas Raiders        | Josh McDaniels           | Antonio Pierce           | Despedido            | Esta era la segunda temporada de McDaniels con la franquicia de Las Vegas. Sin embargo, tras la derrota contra los Detroit Lions el 30 de octubre y con un arranque de 3 victorias y 5 derrotas hizo que fuera despedido de su cargo un día después. Durante su gestión, los Raiders tuvieron un récord acumulado de 9–16 (.360 de porcentaje de victorias) y no clasificaron a play-offs. Pierce, el entrenador de linebackers, fue designado como entrenador en jefe interino, siendo esta su primera experiencia como entrenador principal de una franquicia NFL. |
| Carolina Panthers    | Carolina Panthers        | Frank Reich              | Chris Tabor              | Despedido            | Esta era la primera temporada de Reich con la franquicia. Apenas había sido contratado en enero. Sin embargo, después de caer el 26 de noviembre contra los Tennessee Titans y registrando un pésimo arranque de tan solo una victoria y 10 derrotas (.091 de porcentaje de victorias), se confirmó su temprana salida. Tabor, el coordinador de equipos especiales, fue promovido como entrenador en jefe interino. Esta será su primera experiencia como head coach en la NFL. |
| Los Angeles Chargers | Los Angeles Chargers     | Brandon Staley           | Giff Smith               | Despedido            | Esta era la tercera temporada de Staley con la franquicia angelina. Sin embargo, tras la humillante derrota por 63–21 sufrida a manos de Las Vegas Raiders y registrando un récord de 5 partidos ganados y 9 perdidos (.357 de porcentaje de victorias), el 15 de diciembre se confirmó su despido. Durante el tiempo con Staley en el cargo de entrenador principal, los Chargers registraron un récord acumulado de 24–24 (.500 de porcentaje de victorias) y tuvieron una aparición en play-offs, siendo en la temporada pasada (2022) donde fueron eliminados por los Jaguars en el wildcard. Smith, el coach de linebackers, fue designado como entrenador en jefe interino, siendo esta su primera experiencia como entrenador principal de una franquicia NFL. |

## Temporada regular
La temporada regular se mantiene con calendario de 18 semanas con 17 juegos y una semana de descanso para cada equipo.
Según la fórmula de programación actual de la NFL para una temporada regular de 17 partidos, cada equipo juega dos veces contra los otros tres equipos en su propia división. Además, un equipo juega contra los cuatro equipos en una división de cada conferencia. Los dos juegos restantes en el calendario de un equipo son contra los dos equipos restantes en la misma conferencia que terminaron en la misma posición en sus respectivas divisiones la temporada anterior (por ejemplo, el equipo que terminó cuarto en su división jugará contra los otros tres equipos en la conferencia que también terminaron cuartos en su división).
El 16 de diciembre de 2020, los propietarios de la NFL aprobaron un plan para que el decimoséptimo juego de la temporada regular sea un quinto enfrentamiento interconferencia contra un equipo de una de las otras tres divisiones, según la posición en sus respectivas divisiones la temporada anterior (por ejemplo, el equipo que terminó cuarto en su división jugaría contra otra franquicia que también terminó cuarta en una división de la otra conferencia).
Según la fórmula actual de 17 juegos, los emparejamientos de división para 2023 son:
| Intraconferencia AFC Este vs AFC Oeste AFC Norte vs AFC Sur NFC Este vs NFC Oeste NFC Norte vs NFC Sur | Interconferencia AFC Este vs NFC Este AFC Norte vs NFC Oeste AFC Sur vs NFC Sur AFC Oeste vs NFC Norte | Interconferencia por posición NFC Este en AFC Oeste NFC Norte en AFC Norte NFC Sur en AFC Este NFC Oeste en AFC Sur |

Los aspectos más destacados de la temporada 2023 incluirán tentativamente:
- Juego inaugural de la NFL: La temporada 2023 estaba programada para comenzar el 7 de septiembre de 2023 en el Arrowhead Stadium de Kansas City, Misuri; teniendo como locales a los campeones del Super Bowl LVII, los Kansas City Chiefs.[35] Fue televisado a nivel nacional por NBC. Los Detroit Lions ganaron dicho partido.
- Serie Internacional de la NFL: Por segundo año consecutivo, se disputaron tres encuentros en Londres, teniendo un partido en el estadio de Wembley, con los Jaguars recibiendo y venciendo a los Falcons el 1 de octubre.[36] En el Tottenham Hotspur Stadium, se disputaron los otros dos partidos en el Reino Unido, siendo el 8 de octubre el primero entre Jaguars y Bills, con triunfo de Jacksonville; y una semana después el 15, entre Ravens y Titans, ganando los de Baltimore.[36] Asimismo, la liga confirmó la serie internacional de NFL en Alemania con dos partidos, ambos en el Deutsche Bank Park de Fráncfort. El 5 de noviembre entre Dolphins y Chiefs, con triunfo de Kansas City; y una semana después, el 12 de noviembre con los Patriots siendo locales contra los Colts. Estos últimos ganaron este partido.[36] Para esta temporada, se suspendió el partido en la Ciudad de México, debido a que el Estadio Azteca recibirá una renovación importante en su infraestructura rumbo a la Copa Mundial de Fútbol de 2026, tras ser elegido como una de las sedes del evento.[37]
- Acción de Gracias: Como ha sido el caso desde 2006, se programarán tres juegos para el jueves 23 de noviembre, incluidos los tradicionales juegos de la tarde organizados por los Detroit Lions y los Dallas Cowboys, y un juego celebrado en horario estelar. Asimismo, la liga llegó a un acuerdo con Amazon para organizar un juego más en la tarde del viernes después del Día de Acción de Gracias (Black Friday), que será transmitido por Amazon Prime Video.[38] El partido designado fue Dolphins contra Jets, siendo ganadores los Dolphins.[39]
- Navidad: El día de Navidad de 2023 cae en lunes. Cuando esto ocurre, como sucedió más recientemente en 2017, el juego destinado al Sunday Night Football se adelanta al sábado 23 de diciembre. Dos partidos serán transmitidos en el día de Navidad, incluyendo el tradicional juego de Monday Night Football. La liga podrá tener tres juegos navideños como en 2022, de ser así serán transmitidos por Fox y siendo uno de ellos por la tarde entre Eagles y Giants.[40] Además de organizar estas fechas, la liga tendrá la lista regular de juegos dominicales de Nochebuena.[41]

El calendario completo se dio a conocer el 11 de mayo de 2023.

### Cambios en el calendario
Semana 6: El encuentro Lions–Buccaneers del domingo 15 de octubre, originalmente agendado a la 1:00 p. m. (Tiempo del Este), se cambió a las 4:25 p. m.; conservando a Fox como la cadena que lo transmitió.
Semana 13: El juego Panthers–Buccaneers del domingo 3 de diciembre, originalmente agendado a la 1:00 p. m. (Tiempo del Este), se cambió a las 4:05 p. m. A su vez, el Broncos–Texans, que era el juego de las 4:05 p. m. del mismo día, fue adelantado a la 1:00 p. m. Ambos partidos conservan a CBS como la cadena televisiva con los derechos de transmisión.
Semana 15:
- Cinco partidos habían sido asignados sin horario definido para que pudieran determinarse si forman parte de una cartelera triple del sábado 16 de diciembre de 2023: Falcons–Panthers, Bears–Browns, Broncos–Lions, Vikings–Bengals y Steelers–Colts. Al final, se definió la cartelera del sábado: Vikings–Bengals a la 1:00 p. m. (tiempo del Este), Steelers–Colts a las 4:30 p. m. y Broncos–Lions a las 8:15 p. m. Los partidos Falcons–Panthers y Bears–Browns se jugarán ambos a la 1:00 p. m. del domingo, con ambos con Fox como cadena que transmitirá.[46][47]
- El partido entre Chiefs y Patriots, que originalmente era el juego designado como Monday Night Football fue cambiado para jugarse el domingo a la 1:00 p. m. siendo transmitido por Fox.[47][48] A su vez, el encuentro Eagles–Seahawks, que originalmente iba a jugarse a las 4:25 p. m. del domingo; será el nuevo partido del lunes por la noche (MNF), siendo transmitido por ESPN.[47][49]

Semana 18: Dos partidos con implicaciones directas de playoffs fueron movidos para el sábado 6 de enero de 2024, a las 4:30 p. m. y 8:15 p. m. (Tiempo del Este). Un tercer partido con implicaciones de playoffs fue agendado en el Sunday Night Football, a las 8:20 p. m. (tiempo del Este). Los demás partidos serán agendados como juegos dominicales de mediodía y de la tarde, siendo transmitidos por Fox y CBS.Los partidos fueron dados a conocer una vez que la semana 17 fue casi completada, en la transmisión del juego Packers–Vikings del 31 de diciembre, antes de que empezara el último cuarto.
- Los partidos del sábado son los siguientes: Steelers–Ravens a las 4:30 p. m. y Texans–Colts a las 8:15 p. m. ambos por ESPN y ABC.
- El encuentro entre Bills y Dolphins fue designado como el Sunday Night Football para cerrar la temporada regular.

### Semanas
- Los horarios corresponden al huso horario de UTC−05:00, R, hora del este de los Estados Unidos.

| Semana 1         | Semana 1 | Semana 1             | Semana 1  | Semana 1              | Semana 1                        |
| Fecha            | Hora     | Visitante            | Resultado | Local                 | Estadio                         |
| ---------------- | -------- | -------------------- | --------- | --------------------- | ------------------------------- |
| 7 de septiembre  | 20:20    | Detroit Lions        | 21 – 20   | Kansas City Chiefs    | GEHA Field at Arrowhead Stadium |
| 10 de septiembre | 13:00    | Carolina Panthers    | 10 – 24   | Atlanta Falcons       | Mercedes-Benz Stadium           |
| 10 de septiembre | 13:00    | Houston Texans       | 9 – 25    | Baltimore Ravens      | M&T Bank Stadium                |
| 10 de septiembre | 13:00    | Cincinnati Bengals   | 3 – 24    | Cleveland Browns      | Cleveland Browns Stadium        |
| 10 de septiembre | 13:00    | Jacksonville Jaguars | 31 – 21   | Indianapolis Colts    | Lucas Oil Stadium               |
| 10 de septiembre | 13:00    | Tampa Bay Buccaneers | 20 – 17   | Minnesota Vikings     | U.S. Bank Stadium               |
| 10 de septiembre | 13:00    | Tennessee Titans     | 15 – 16   | New Orleans Saints    | Caesars Superdome               |
| 10 de septiembre | 13:00    | San Francisco 49ers  | 30 – 7    | Pittsburgh Steelers   | Acrisure Stadium                |
| 10 de septiembre | 13:00    | Arizona Cardinals    | 16 – 20   | Washington Commanders | FedEx Field                     |
| 10 de septiembre | 16:25    | Green Bay Packers    | 38 – 20   | Chicago Bears         | Soldier Field                   |
| 10 de septiembre | 16:25    | Las Vegas Raiders    | 17 – 16   | Denver Broncos        | Empower Field at Mile High      |
| 10 de septiembre | 16:25    | Miami Dolphins       | 36 – 34   | Los Angeles Chargers  | SoFi Stadium                    |
| 10 de septiembre | 16:25    | Philadelphia Eagles  | 25 – 20   | New England Patriots  | Gillette Stadium                |
| 10 de septiembre | 16:25    | Los Angeles Rams     | 30 – 13   | Seattle Seahawks      | Lumen Field                     |
| 10 de septiembre | 20:20    | Dallas Cowboys       | 40 – 0    | New York Giants       | MetLife Stadium                 |
| 11 de septiembre | 20:15    | Buffalo Bills        | 16 – 22   | New York Jets         | MetLife Stadium                 |

| Semana 2         | Semana 2 | Semana 2              | Semana 2  | Semana 2             | Semana 2                   |
| Fecha            | Hora     | Visitante             | Resultado | Local                | Estadio                    |
| ---------------- | -------- | --------------------- | --------- | -------------------- | -------------------------- |
| 14 de septiembre | 20:15    | Minnesota Vikings     | 28 – 34   | Philadelphia Eagles  | Lincoln Financial Field    |
| 17 de septiembre | 13:00    | Green Bay Packers     | 24 – 25   | Atlanta Falcons      | Mercedes-Benz Stadium      |
| 17 de septiembre | 13:00    | Las Vegas Raiders     | 10 – 38   | Buffalo Bills        | Highmark Stadium           |
| 17 de septiembre | 13:00    | Baltimore Ravens      | 27 – 24   | Cincinnati Bengals   | Paycor Stadium             |
| 17 de septiembre | 13:00    | Seattle Seahawks      | 37 – 31   | Detroit Lions        | Ford Field                 |
| 17 de septiembre | 13:00    | Indianapolis Colts    | 31 – 20   | Houston Texans       | NRG Stadium                |
| 17 de septiembre | 13:00    | Kansas City Chiefs    | 17 – 9    | Jacksonville Jaguars | EverBank Stadium           |
| 17 de septiembre | 13:00    | Chicago Bears         | 17 – 27   | Tampa Bay Buccaneers | Raymond James Stadium      |
| 17 de septiembre | 13:00    | Los Angeles Chargers  | 24 – 27   | Tennessee Titans     | Nissan Stadium             |
| 17 de septiembre | 16:05    | New York Giants       | 31 – 28   | Arizona Cardinals    | State Farm Stadium         |
| 17 de septiembre | 16:05    | San Francisco 49ers   | 30 – 23   | Los Angeles Rams     | SoFi Stadium               |
| 17 de septiembre | 16:25    | New York Jets         | 10 – 30   | Dallas Cowboys       | AT&T Stadium               |
| 17 de septiembre | 16:25    | Washington Commanders | 35 – 33   | Denver Broncos       | Empower Field at Mile High |
| 17 de septiembre | 20:20    | Miami Dolphins        | 24 – 17   | New England Patriots | Gillette Stadium           |
| 18 de septiembre | 19:15    | New Orleans Saints    | 20 – 17   | Carolina Panthers    | Bank of America Stadium    |
| 18 de septiembre | 20:15    | Cleveland Browns      | 22 – 26   | Pittsburgh Steelers  | Acrisure Stadium           |

| Semana 3         | Semana 3 | Semana 3             | Semana 3  | Semana 3              | Semana 3                        |
| Fecha            | Hora     | Visitante            | Resultado | Local                 | Estadio                         |
| ---------------- | -------- | -------------------- | --------- | --------------------- | ------------------------------- |
| 21 de septiembre | 20:15    | New York Giants      | 12 – 30   | San Francisco 49ers   | Levi's Stadium                  |
| 24 de septiembre | 13:00    | Indianapolis Colts   | 22 – 19   | Baltimore Ravens      | M&T Bank Stadium                |
| 24 de septiembre | 13:00    | Tennessee Titans     | 3 – 27    | Cleveland Browns      | Cleveland Browns Stadium        |
| 24 de septiembre | 13:00    | Atlanta Falcons      | 6 – 20    | Detroit Lions         | Ford Field                      |
| 24 de septiembre | 13:00    | New Orleans Saints   | 17 – 18   | Green Bay Packers     | Lambeau Field                   |
| 24 de septiembre | 13:00    | Houston Texans       | 37 – 17   | Jacksonville Jaguars  | EverBank Stadium                |
| 24 de septiembre | 13:00    | Denver Broncos       | 20 – 70   | Miami Dolphins        | Hard Rock Stadium               |
| 24 de septiembre | 13:00    | Los Angeles Chargers | 28 – 24   | Minnesota Vikings     | U.S. Bank Stadium               |
| 24 de septiembre | 13:00    | New England Patriots | 15 – 10   | New York Jets         | MetLife Stadium                 |
| 24 de septiembre | 13:00    | Buffalo Bills        | 37 – 3    | Washington Commanders | FedEx Field                     |
| 24 de septiembre | 16:05    | Carolina Panthers    | 27 – 37   | Seattle Seahawks      | Lumen Field                     |
| 24 de septiembre | 16:25    | Dallas Cowboys       | 16 – 28   | Arizona Cardinals     | State Farm Stadium              |
| 24 de septiembre | 16:25    | Chicago Bears        | 10 – 41   | Kansas City Chiefs    | GEHA Field at Arrowhead Stadium |
| 24 de septiembre | 20:20    | Pittsburgh Steelers  | 23 – 18   | Las Vegas Raiders     | Allegiant Stadium               |
| 25 de septiembre | 19:15    | Philadelphia Eagles  | 25 – 11   | Tampa Bay Buccaneers  | Raymond James Stadium           |
| 25 de septiembre | 20:15    | Los Angeles Rams     | 16 – 19   | Cincinnati Bengals    | Paycor Stadium                  |

| Semana 4         | Semana 4 | Semana 4              | Semana 4  | Semana 4             | Semana 4                               |
| Fecha            | Hora     | Visitante             | Resultado | Local                | Estadio                                |
| ---------------- | -------- | --------------------- | --------- | -------------------- | -------------------------------------- |
| 28 de septiembre | 20:15    | Detroit Lions         | 34 – 20   | Green Bay Packers    | Lambeau Field                          |
| 1 de octubre     | 9:30     | Atlanta Falcons       | 7 – 23    | Jacksonville Jaguars | Wembley Stadium (Londres, Reino Unido) |
| 1 de octubre     | 13:00    | Miami Dolphins        | 20 – 48   | Buffalo Bills        | Highmark Stadium                       |
| 1 de octubre     | 13:00    | Minnesota Vikings     | 21 – 13   | Carolina Panthers    | Bank of America Stadium                |
| 1 de octubre     | 13:00    | Denver Broncos        | 31 – 28   | Chicago Bears        | Soldier Field                          |
| 1 de octubre     | 13:00    | Baltimore Ravens      | 28 – 3    | Cleveland Browns     | Cleveland Browns Stadium               |
| 1 de octubre     | 13:00    | Pittsburgh Steelers   | 6 – 30    | Houston Texans       | NRG Stadium                            |
| 1 de octubre     | 13:00    | Los Angeles Rams      | 29 – 23   | Indianapolis Colts   | Lucas Oil Stadium                      |
| 1 de octubre     | 13:00    | Tampa Bay Buccaneers  | 26 – 9    | New Orleans Saints   | Caesars Superdome                      |
| 1 de octubre     | 13:00    | Washington Commanders | 31 – 34   | Philadelphia Eagles  | Lincoln Financial Field                |
| 1 de octubre     | 13:00    | Cincinnati Bengals    | 3 – 27    | Tennessee Titans     | Nissan Stadium                         |
| 1 de octubre     | 16:05    | Las Vegas Raiders     | 17 – 24   | Los Angeles Chargers | SoFi Stadium                           |
| 1 de octubre     | 16:25    | New England Patriots  | 3 – 38    | Dallas Cowboys       | AT&T Stadium                           |
| 1 de octubre     | 16:25    | Arizona Cardinals     | 16 – 35   | San Francisco 49ers  | Levi's Stadium                         |
| 1 de octubre     | 20:20    | Kansas City Chiefs    | 23 – 20   | New York Jets        | MetLife Stadium                        |
| 2 de octubre     | 20:15    | Seattle Seahawks      | 24 – 3    | New York Giants      | MetLife Stadium                        |

| Semana 5                                                                                            | Semana 5 | Semana 5             | Semana 5  | Semana 5              | Semana 5                                         |
| Fecha                                                                                               | Hora     | Visitante            | Resultado | Local                 | Estadio                                          |
| --------------------------------------------------------------------------------------------------- | -------- | -------------------- | --------- | --------------------- | ------------------------------------------------ |
| 5 de octubre                                                                                        | 20:15    | Chicago Bears        | 40 – 20   | Washington Commanders | FedEx Field                                      |
| 8 de octubre                                                                                        | 9:30     | Jacksonville Jaguars | 25 – 20   | Buffalo Bills         | Tottenham Hotspur Stadium (Londres, Reino Unido) |
| 8 de octubre                                                                                        | 13:00    | Houston Texans       | 19 – 21   | Atlanta Falcons       | Mercedes-Benz Stadium                            |
| 8 de octubre                                                                                        | 13:00    | Carolina Panthers    | 24 – 42   | Detroit Lions         | Ford Field                                       |
| 8 de octubre                                                                                        | 13:00    | Tennessee Titans     | 16 – 23   | Indianapolis Colts    | Lucas Oil Stadium                                |
| 8 de octubre                                                                                        | 13:00    | New York Giants      | 16 – 31   | Miami Dolphins        | Hard Rock Stadium                                |
| 8 de octubre                                                                                        | 13:00    | New Orleans Saints   | 34 – 0    | New England Patriots  | Gillette Stadium                                 |
| 8 de octubre                                                                                        | 13:00    | Baltimore Ravens     | 10 – 17   | Pittsburgh Steelers   | Acrisure Stadium                                 |
| 8 de octubre                                                                                        | 16:05    | Cincinnati Bengals   | 34 – 20   | Arizona Cardinals     | State Farm Stadium                               |
| 8 de octubre                                                                                        | 16:05    | Philadelphia Eagles  | 23 – 14   | Los Angeles Rams      | SoFi Stadium                                     |
| 8 de octubre                                                                                        | 16:25    | New York Jets        | 31 – 21   | Denver Broncos        | Empower Field at Mile High                       |
| 8 de octubre                                                                                        | 16:25    | Kansas City Chiefs   | 27 – 20   | Minnesota Vikings     | U.S. Bank Stadium                                |
| 8 de octubre                                                                                        | 20:20    | Dallas Cowboys       | 10 – 42   | San Francisco 49ers   | Levi's Stadium                                   |
| 9 de octubre                                                                                        | 20:15    | Green Bay Packers    | 13 – 17   | Las Vegas Raiders     | Allegiant Stadium                                |
| Semana de descanso: Cleveland Browns, Los Angeles Chargers, Seattle Seahawks y Tampa Bay Buccaneers |          |                      |           |                       |                                                  |

| Semana 6                                                    | Semana 6 | Semana 6              | Semana 6  | Semana 6             | Semana 6                                         |
| Fecha                                                       | Hora     | Visitante             | Resultado | Local                | Estadio                                          |
| ----------------------------------------------------------- | -------- | --------------------- | --------- | -------------------- | ------------------------------------------------ |
| 12 de octubre                                               | 20:15    | Denver Broncos        | 8 – 19    | Kansas City Chiefs   | GEHA Field at Arrowhead Stadium                  |
| 15 de octubre                                               | 9:30     | Baltimore Ravens      | 24 – 16   | Tennessee Titans     | Tottenham Hotspur Stadium (Londres, Reino Unido) |
| 15 de octubre                                               | 13:00    | Washington Commanders | 24 – 16   | Atlanta Falcons      | Mercedes-Benz Stadium                            |
| 15 de octubre                                               | 13:00    | Minnesota Vikings     | 19 – 13   | Chicago Bears        | Soldier Field                                    |
| 15 de octubre                                               | 13:00    | Seattle Seahawks      | 13 – 17   | Cincinnati Bengals   | Paycor Stadium                                   |
| 15 de octubre                                               | 13:00    | San Francisco 49ers   | 17 – 19   | Cleveland Browns     | Cleveland Browns Stadium                         |
| 15 de octubre                                               | 13:00    | New Orleans Saints    | 13 – 20   | Houston Texans       | NRG Stadium                                      |
| 15 de octubre                                               | 13:00    | Indianapolis Colts    | 20 – 37   | Jacksonville Jaguars | EverBank Stadium                                 |
| 15 de octubre                                               | 13:00    | Carolina Panthers     | 21 – 42   | Miami Dolphins       | Hard Rock Stadium                                |
| 15 de octubre                                               | 16:05    | New England Patriots  | 17 – 21   | Las Vegas Raiders    | Allegiant Stadium                                |
| 15 de octubre                                               | 16:25    | Arizona Cardinals     | 9 – 26    | Los Angeles Rams     | Allegiant Stadium                                |
| 15 de octubre                                               | 16:25    | Philadelphia Eagles   | 14 – 20   | New York Jets        | MetLife Stadium                                  |
| 15 de octubre                                               | 16:25    | Detroit Lions         | 20 – 6    | Tampa Bay Buccaneers | Raymond James Stadium                            |
| 15 de octubre                                               | 20:20    | New York Giants       | 9 – 14    | Buffalo Bills        | Highmark Stadium                                 |
| 16 de octubre                                               | 20:15    | Dallas Cowboys        | 20 – 17   | Los Angeles Chargers | SoFi Stadium                                     |
| Semana de descanso: Green Bay Packers y Pittsburgh Steelers |          |                       |           |                      |                                                  |

| Semana 7 | Semana 7 | Semana 7              | Semana 7  | Semana 7             | Semana 7                        |
| Fecha | Hora     | Visitante             | Resultado | Local                | Estadio                         |
| --- | -------- | --------------------- | --------- | -------------------- | ------------------------------- |
| 19 de octubre | 20:15    | Jacksonville Jaguars  | 31 – 24   | New Orleans Saints   | Caesars Superdome               |
| 22 de octubre | 13:00    | Detroit Lions         | 6 – 38    | Baltimore Ravens     | M&T Bank Stadium                |
| 22 de octubre | 13:00    | Las Vegas Raiders     | 12 – 30   | Chicago Bears        | Soldier Field                   |
| 22 de octubre | 13:00    | Cleveland Browns      | 39 – 38   | Indianapolis Colts   | Lucas Oil Stadium               |
| 22 de octubre | 13:00    | Buffalo Bills         | 25 – 29   | New England Patriots | Gillette Stadium                |
| 22 de octubre | 13:00    | Washington Commanders | 7 – 14    | New York Giants      | MetLife Stadium                 |
| 22 de octubre | 13:00    | Atlanta Falcons       | 16 – 13   | Tampa Bay Buccaneers | Raymond James Stadium           |
| 22 de octubre | 16:05    | Pittsburgh Steelers   | 24 – 17   | Los Angeles Rams     | SoFi Stadium                    |
| 22 de octubre | 16:05    | Arizona Cardinals     | 10 – 20   | Seattle Seahawks     | Lumen Field                     |
| 22 de octubre | 16:25    | Green Bay Packers     | 17 – 19   | Denver Broncos       | Empower Field at Mile High      |
| 22 de octubre | 16:25    | Los Angeles Chargers  | 17 – 31   | Kansas City Chiefs   | GEHA Field at Arrowhead Stadium |
| 22 de octubre | 20:20    | Miami Dolphins        | 17 – 31   | Philadelphia Eagles  | Lincoln Financial Field         |
| 23 de octubre | 20:15    | San Francisco 49ers   | 17 – 22   | Minnesota Vikings    | U.S. Bank Stadium               |
| Semana de descanso: Carolina Panthers, Cincinnati Bengals, Dallas Cowboys, Houston Texans, New York Jets y Tennessee Titans |          |                       |           |                      |                                 |

| Semana 8      | Semana 8 | Semana 8             | Semana 8  | Semana 8              | Semana 8                   |
| Fecha         | Hora     | Visitante            | Resultado | Local                 | Estadio                    |
| ------------- | -------- | -------------------- | --------- | --------------------- | -------------------------- |
| 26 de octubre | 20:15    | Tampa Bay Buccaneers | 18 – 24   | Buffalo Bills         | Highmark Stadium           |
| 29 de octubre | 13:00    | Houston Texans       | 13 – 15   | Carolina Panthers     | Bank of America Stadium    |
| 29 de octubre | 13:00    | Los Angeles Rams     | 20 – 43   | Dallas Cowboys        | AT&T Stadium               |
| 29 de octubre | 13:00    | Minnesota Vikings    | 24 – 10   | Green Bay Packers     | Lambeau Field              |
| 29 de octubre | 13:00    | New Orleans Saints   | 38 – 27   | Indianapolis Colts    | Lucas Oil Stadium          |
| 29 de octubre | 13:00    | New England Patriots | 17 – 31   | Miami Dolphins        | Hard Rock Stadium          |
| 29 de octubre | 13:00    | New York Jets        | 13 – 10   | New York Giants       | MetLife Stadium            |
| 29 de octubre | 13:00    | Jacksonville Jaguars | 20 – 10   | Pittsburgh Steelers   | Acrisure Stadium           |
| 29 de octubre | 13:00    | Atlanta Falcons      | 23 – 28   | Tennessee Titans      | Nissan Stadium             |
| 29 de octubre | 13:00    | Philadelphia Eagles  | 38 – 31   | Washington Commanders | FedEx Field                |
| 29 de octubre | 16:05    | Cleveland Browns     | 20 – 24   | Seattle Seahawks      | Lumen Field                |
| 29 de octubre | 16:25    | Baltimore Ravens     | 31 – 24   | Arizona Cardinals     | State Farm Stadium         |
| 29 de octubre | 16:25    | Kansas City Chiefs   | 9 – 24    | Denver Broncos        | Empower Field at Mile High |
| 29 de octubre | 16:25    | Cincinnati Bengals   | 31 – 17   | San Francisco 49ers   | Levi's Stadium             |
| 29 de octubre | 20:20    | Chicago Bears        | 13 – 30   | Los Angeles Chargers  | SoFi Stadium               |
| 30 de octubre | 20:15    | Las Vegas Raiders    | 14 – 26   | Detroit Lions         | Ford Field                 |

| Semana 9                                                                                      | Semana 9 | Semana 9              | Semana 9  | Semana 9             | Semana 9                                 |
| Fecha                                                                                         | Hora     | Visitante             | Resultado | Local                | Estadio                                  |
| --------------------------------------------------------------------------------------------- | -------- | --------------------- | --------- | -------------------- | ---------------------------------------- |
| 2 de noviembre                                                                                | 20:15    | Tennessee Titans      | 16 – 20   | Pittsburgh Steelers  | Acrisure Stadium                         |
| 5 de noviembre                                                                                | 9:30     | Miami Dolphins        | 14 – 21   | Kansas City Chiefs   | Deutsche Bank Park (Fráncfort, Alemania) |
| 5 de noviembre                                                                                | 13:00    | Minnesota Vikings     | 31 – 28   | Atlanta Falcons      | Mercedes-Benz Stadium                    |
| 5 de noviembre                                                                                | 13:00    | Seattle Seahawks      | 3 – 37    | Baltimore Ravens     | M&T Bank Stadium                         |
| 5 de noviembre                                                                                | 13:00    | Arizona Cardinals     | 0 – 27    | Cleveland Browns     | Cleveland Browns Stadium                 |
| 5 de noviembre                                                                                | 13:00    | Los Angeles Rams      | 3 – 20    | Green Bay Packers    | Lambeau Field                            |
| 5 de noviembre                                                                                | 13:00    | Tampa Bay Buccaneers  | 37 – 39   | Houston Texans       | NRG Stadium                              |
| 5 de noviembre                                                                                | 13:00    | Washington Commanders | 20 – 17   | New England Patriots | Gillette Stadium                         |
| 5 de noviembre                                                                                | 13:00    | Chicago Bears         | 17 – 24   | New Orleans Saints   | Caesars Superdome                        |
| 5 de noviembre                                                                                | 16:05    | Indianapolis Colts    | 27 – 13   | Carolina Panthers    | Bank of America Stadium                  |
| 5 de noviembre                                                                                | 16:25    | New York Giants       | 6 – 30    | Las Vegas Raiders    | Allegiant Stadium                        |
| 5 de noviembre                                                                                | 16:25    | Dallas Cowboys        | 23 – 28   | Philadelphia Eagles  | Lincoln Financial Field                  |
| 5 de noviembre                                                                                | 20:20    | Buffalo Bills         | 18 – 24   | Cincinnati Bengals   | Paycor Stadium                           |
| 6 de noviembre                                                                                | 20:15    | Los Angeles Chargers  | 27 – 6    | New York Jets        | MetLife Stadium                          |
| Semana de descanso: Denver Broncos, Detroit Lions, Jacksonville Jaguars y San Francisco 49ers |          |                       |           |                      |                                          |

| Semana 10                                                                                      | Semana 10 | Semana 10             | Semana 10 | Semana 10            | Semana 10                                |
| Fecha                                                                                          | Hora      | Visitante             | Resultado | Local                | Estadio                                  |
| ---------------------------------------------------------------------------------------------- | --------- | --------------------- | --------- | -------------------- | ---------------------------------------- |
| 9 de noviembre                                                                                 | 20:15     | Carolina Panthers     | 13 – 16   | Chicago Bears        | Soldier Field                            |
| 12 de noviembre                                                                                | 9:30      | Indianapolis Colts    | 10 – 6    | New England Patriots | Deutsche Bank Park (Fráncfort, Alemania) |
| 12 de noviembre                                                                                | 13:00     | Cleveland Browns      | 33 – 31   | Baltimore Ravens     | M&T Bank Stadium                         |
| 12 de noviembre                                                                                | 13:00     | Houston Texans        | 30 – 27   | Cincinnati Bengals   | Paycor Stadium                           |
| 12 de noviembre                                                                                | 13:00     | San Francisco 49ers   | 34 – 3    | Jacksonville Jaguars | EverBank Stadium                         |
| 12 de noviembre                                                                                | 13:00     | New Orleans Saints    | 19 – 27   | Minnesota Vikings    | U.S. Bank Stadium                        |
| 12 de noviembre                                                                                | 13:00     | Green Bay Packers     | 19 – 23   | Pittsburgh Steelers  | Acrisure Stadium                         |
| 12 de noviembre                                                                                | 13:00     | Tennessee Titans      | 6 – 20    | Tampa Bay Buccaneers | Raymond James Stadium                    |
| 12 de noviembre                                                                                | 16:05     | Atlanta Falcons       | 23 – 25   | Arizona Cardinals    | State Farm Stadium                       |
| 12 de noviembre                                                                                | 16:05     | Detroit Lions         | 41 – 38   | Los Angeles Chargers | SoFi Stadium                             |
| 12 de noviembre                                                                                | 16:25     | New York Giants       | 17 – 49   | Dallas Cowboys       | AT&T Stadium                             |
| 12 de noviembre                                                                                | 16:25     | Washington Commanders | 26 – 29   | Seattle Seahawks     | Lumen Field                              |
| 12 de noviembre                                                                                | 20:20     | New York Jets         | 12 – 16   | Las Vegas Raiders    | Allegiant Stadium                        |
| 13 de noviembre                                                                                | 20:15     | Denver Broncos        | 24 – 22   | Buffalo Bills        | Highmark Stadium                         |
| Semana de descanso: Kansas City Chiefs, Los Angeles Rams, Miami Dolphins y Philadelphia Eagles |           |                       |           |                      |                                          |

| Semana 11                                                                                          | Semana 11 | Semana 11            | Semana 11 | Semana 11             | Semana 11                       |
| Fecha                                                                                              | Hora      | Visitante            | Resultado | Local                 | Estadio                         |
| -------------------------------------------------------------------------------------------------- | --------- | -------------------- | --------- | --------------------- | ------------------------------- |
| 16 de noviembre                                                                                    | 20:15     | Cincinnati Bengals   | 20 – 34   | Baltimore Ravens      | M&T Bank Stadium                |
| 19 de noviembre                                                                                    | 13:00     | Dallas Cowboys       | 33 – 10   | Carolina Panthers     | Bank of America Stadium         |
| 19 de noviembre                                                                                    | 13:00     | Pittsburgh Steelers  | 10 – 13   | Cleveland Browns      | Cleveland Browns Stadium        |
| 19 de noviembre                                                                                    | 13:00     | Chicago Bears        | 26 – 31   | Detroit Lions         | Ford Field                      |
| 19 de noviembre                                                                                    | 13:00     | Los Angeles Chargers | 20 – 23   | Green Bay Packers     | Lambeau Field                   |
| 19 de noviembre                                                                                    | 13:00     | Arizona Cardinals    | 16 – 21   | Houston Texans        | NRG Stadium                     |
| 19 de noviembre                                                                                    | 13:00     | Tennessee Titans     | 14 – 34   | Jacksonville Jaguars  | EverBank Stadium                |
| 19 de noviembre                                                                                    | 13:00     | Las Vegas Raiders    | 13 – 20   | Miami Dolphins        | Hard Rock Stadium               |
| 19 de noviembre                                                                                    | 13:00     | New York Giants      | 31 – 19   | Washington Commanders | FedEx Field                     |
| 19 de noviembre                                                                                    | 16:05     | Tampa Bay Buccaneers | 14 – 27   | San Francisco 49ers   | Levi's Stadium                  |
| 19 de noviembre                                                                                    | 16:25     | New York Jets        | 6 – 32    | Buffalo Bills         | Highmark Stadium                |
| 19 de noviembre                                                                                    | 16:25     | Seattle Seahawks     | 16 – 17   | Los Angeles Rams      | SoFi Stadium                    |
| 19 de noviembre                                                                                    | 20:20     | Minnesota Vikings    | 20 – 21   | Denver Broncos        | Empower Field at Mile High      |
| 20 de noviembre                                                                                    | 20:15     | Philadelphia Eagles  | 21 – 17   | Kansas City Chiefs    | GEHA Field at Arrowhead Stadium |
| Semana de descanso: Atlanta Falcons, Indianapolis Colts, New England Patriots y New Orleans Saints |           |                      |           |                       |                                 |

| Semana 12       | Semana 12 | Semana 12             | Semana 12 | Semana 12            | Semana 12                  |
| Fecha           | Hora      | Visitante             | Resultado | Local                | Estadio                    |
| --------------- | --------- | --------------------- | --------- | -------------------- | -------------------------- |
| 23 de noviembre | 12:30     | Green Bay Packers     | 29 – 22   | Detroit Lions        | Ford Field                 |
| 23 de noviembre | 16:30     | Washington Commanders | 10 – 45   | Dallas Cowboys       | AT&T Stadium               |
| 23 de noviembre | 20:20     | San Francisco 49ers   | 31 – 13   | Seattle Seahawks     | Lumen Field                |
| 24 de noviembre | 15:00     | Miami Dolphins        | 34 – 13   | New York Jets        | MetLife Stadium            |
| 26 de noviembre | 13:00     | New Orleans Saints    | 15 – 24   | Atlanta Falcons      | Mercedes-Benz Stadium      |
| 26 de noviembre | 13:00     | Pittsburgh Steelers   | 16 – 10   | Cincinnati Bengals   | Paycor Stadium             |
| 26 de noviembre | 13:00     | Jacksonville Jaguars  | 24 – 21   | Houston Texans       | NRG Stadium                |
| 26 de noviembre | 13:00     | Tampa Bay Buccaneers  | 20 – 27   | Indianapolis Colts   | Lucas Oil Stadium          |
| 26 de noviembre | 13:00     | New England Patriots  | 7 – 10    | New York Giants      | MetLife Stadium            |
| 26 de noviembre | 13:00     | Carolina Panthers     | 10 – 17   | Tennessee Titans     | Nissan Stadium             |
| 26 de noviembre | 16:05     | Los Angeles Rams      | 37 – 14   | Arizona Cardinals    | State Farm Stadium         |
| 26 de noviembre | 16:05     | Cleveland Browns      | 12 – 29   | Denver Broncos       | Empower Field at Mile High |
| 26 de noviembre | 16:25     | Kansas City Chiefs    | 31 – 17   | Las Vegas Raiders    | Allegiant Stadium          |
| 26 de noviembre | 16:25     | Buffalo Bills         | 34 – 37   | Philadelphia Eagles  | Lincoln Financial Field    |
| 26 de noviembre | 20:20     | Baltimore Ravens      | 20 – 10   | Los Angeles Chargers | SoFi Stadium               |
| 27 de noviembre | 20:15     | Chicago Bears         | 12 – 10   | Minnesota Vikings    | U.S. Bank Stadium          |

| Semana 13 | Semana 13 | Semana 13            | Semana 13 | Semana 13             | Semana 13               |
| Fecha | Hora      | Visitante            | Resultado | Local                 | Estadio                 |
| --- | --------- | -------------------- | --------- | --------------------- | ----------------------- |
| 30 de noviembre | 20:15     | Seattle Seahawks     | 35 – 41   | Dallas Cowboys        | AT&T Stadium            |
| 3 de diciembre | 13:00     | Denver Broncos       | 17 – 22   | Houston Texans        | NRG Stadium             |
| 3 de diciembre | 13:00     | Los Angeles Chargers | 6 – 0     | New England Patriots  | Gillette Stadium        |
| 3 de diciembre | 13:00     | Detroit Lions        | 33 – 28   | New Orleans Saints    | Caesars Superdome       |
| 3 de diciembre | 13:00     | Atlanta Falcons      | 13 – 8    | New York Jets         | MetLife Stadium         |
| 3 de diciembre | 13:00     | Arizona Cardinals    | 24 – 10   | Pittsburgh Steelers   | Acrisure Stadium        |
| 3 de diciembre | 13:00     | Indianapolis Colts   | 31 – 28   | Tennessee Titans      | Nissan Stadium          |
| 3 de diciembre | 13:00     | Miami Dolphins       | 45 – 15   | Washington Commanders | FedEx Field             |
| 3 de diciembre | 16:05     | Carolina Panthers    | 18 – 21   | Tampa Bay Buccaneers  | Raymond James Stadium   |
| 3 de diciembre | 16:25     | Cleveland Browns     | 19 – 36   | Los Angeles Rams      | SoFi Stadium            |
| 3 de diciembre | 16:25     | San Francisco 49ers  | 42 – 19   | Philadelphia Eagles   | Lincoln Financial Field |
| 3 de diciembre | 20:20     | Kansas City Chiefs   | 19 – 27   | Green Bay Packers     | Lambeau Field           |
| 4 de diciembre | 20:15     | Cincinnati Bengals   | 34 – 31   | Jacksonville Jaguars  | EverBank Stadium        |
| Semana de descanso: Baltimore Ravens, Buffalo Bills, Chicago Bears, Las Vegas Raiders, Minnesota Vikings y New York Giants |           |                      |           |                       |                         |

| Semana 14                                                     | Semana 14 | Semana 14            | Semana 14 | Semana 14            | Semana 14                       |
| Fecha                                                         | Hora      | Visitante            | Resultado | Local                | Estadio                         |
| ------------------------------------------------------------- | --------- | -------------------- | --------- | -------------------- | ------------------------------- |
| 7 de diciembre                                                | 20:15     | New England Patriots | 21 – 18   | Pittsburgh Steelers  | Acrisure Stadium                |
| 10 de diciembre                                               | 13:00     | Tampa Bay Buccaneers | 29 – 25   | Atlanta Falcons      | Mercedes-Benz Stadium           |
| 10 de diciembre                                               | 13:00     | Los Angeles Rams     | 31 – 37   | Baltimore Ravens     | M&T Bank Stadium                |
| 10 de diciembre                                               | 13:00     | Detroit Lions        | 13 – 28   | Chicago Bears        | Soldier Field                   |
| 10 de diciembre                                               | 13:00     | Indianapolis Colts   | 14 – 34   | Cincinnati Bengals   | Paycor Stadium                  |
| 10 de diciembre                                               | 13:00     | Jacksonville Jaguars | 27 – 31   | Cleveland Browns     | Cleveland Browns Stadium        |
| 10 de diciembre                                               | 13:00     | Carolina Panthers    | 6 – 28    | New Orleans Saints   | Caesars Superdome               |
| 10 de diciembre                                               | 13:00     | Houston Texans       | 6 – 30    | New York Jets        | MetLife Stadium                 |
| 10 de diciembre                                               | 16:05     | Minnesota Vikings    | 3 – 0     | Las Vegas Raiders    | Allegiant Stadium               |
| 10 de diciembre                                               | 16:05     | Seattle Seahawks     | 16 – 28   | San Francisco 49ers  | Levi's Stadium                  |
| 10 de diciembre                                               | 16:25     | Buffalo Bills        | 20 – 17   | Kansas City Chiefs   | GEHA Field at Arrowhead Stadium |
| 10 de diciembre                                               | 16:25     | Denver Broncos       | 24 – 7    | Los Angeles Chargers | SoFi Stadium                    |
| 10 de diciembre                                               | 20:20     | Philadelphia Eagles  | 13 – 33   | Dallas Cowboys       | AT&T Stadium                    |
| 11 de diciembre                                               | 20:15     | Tennessee Titans     | 28 – 27   | Miami Dolphins       | Hard Rock Stadium               |
| 11 de diciembre                                               | 20:15     | Green Bay Packers    | 22 – 24   | New York Giants      | MetLife Stadium                 |
| Semana de descanso: Arizona Cardinals y Washington Commanders |           |                      |           |                      |                                 |

| Semana 15       | Semana 15 | Semana 15             | Semana 15 | Semana 15            | Semana 15                |
| Fecha           | Hora      | Visitante             | Resultado | Local                | Estadio                  |
| --------------- | --------- | --------------------- | --------- | -------------------- | ------------------------ |
| 14 de diciembre | 20:15     | Los Angeles Chargers  | 21 – 63   | Las Vegas Raiders    | Allegiant Stadium        |
| 16 de diciembre | 13:00     | Minnesota Vikings     | 24 – 27   | Cincinnati Bengals   | Paycor Stadium           |
| 16 de diciembre | 16:30     | Pittsburgh Steelers   | 13 – 30   | Indianapolis Colts   | Lucas Oil Stadium        |
| 16 de diciembre | 20:15     | Denver Broncos        | 17 – 42   | Detroit Lions        | Ford Field               |
| 17 de diciembre | 13:00     | Atlanta Falcons       | 7 – 9     | Carolina Panthers    | Bank of America Stadium  |
| 17 de diciembre | 13:00     | Chicago Bears         | 17 – 20   | Cleveland Browns     | Cleveland Browns Stadium |
| 17 de diciembre | 13:00     | Tampa Bay Buccaneers  | 34 – 20   | Green Bay Packers    | Lambeau Field            |
| 17 de diciembre | 13:00     | New York Jets         | 0 – 30    | Miami Dolphins       | Hard Rock Stadium        |
| 17 de diciembre | 13:00     | Kansas City Chiefs    | 27 – 17   | New England Patriots | Gillette Stadium         |
| 17 de diciembre | 13:00     | New York Giants       | 6 – 24    | New Orleans Saints   | Caesars Superdome        |
| 17 de diciembre | 13:00     | Houston Texans        | 19 – 16   | Tennessee Titans     | Nissan Stadium           |
| 17 de diciembre | 16:05     | San Francisco 49ers   | 45 – 29   | Arizona Cardinals    | State Farm Stadium       |
| 17 de diciembre | 16:05     | Washington Commanders | 20 – 28   | Los Angeles Rams     | SoFi Stadium             |
| 17 de diciembre | 16:25     | Dallas Cowboys        | 10 – 31   | Buffalo Bills        | Highmark Stadium         |
| 17 de diciembre | 20:20     | Baltimore Ravens      | 23 – 7    | Jacksonville Jaguars | EverBank Stadium         |
| 18 de diciembre | 20:15     | Philadelphia Eagles   | 17 – 20   | Seattle Seahawks     | Lumen Field              |

| Semana 16       | Semana 16 | Semana 16             | Semana 16 | Semana 16            | Semana 16                       |
| Fecha           | Hora      | Visitante             | Resultado | Local                | Estadio                         |
| --------------- | --------- | --------------------- | --------- | -------------------- | ------------------------------- |
| 21 de diciembre | 20:15     | New Orleans Saints    | 22 – 30   | Los Angeles Rams     | SoFi Stadium                    |
| 23 de diciembre | 16:30     | Cincinnati Bengals    | 11 – 34   | Pittsburgh Steelers  | Acrisure Stadium                |
| 23 de diciembre | 20:00     | Buffalo Bills         | 24 – 22   | Los Angeles Chargers | SoFi Stadium                    |
| 24 de diciembre | 13:00     | Indianapolis Colts    | 10 – 29   | Atlanta Falcons      | Mercedes-Benz Stadium           |
| 24 de diciembre | 13:00     | Green Bay Packers     | 33 – 30   | Carolina Panthers    | Bank of America Stadium         |
| 24 de diciembre | 13:00     | Cleveland Browns      | 36 – 22   | Houston Texans       | NRG Stadium                     |
| 24 de diciembre | 13:00     | Detroit Lions         | 30 – 24   | Minnesota Vikings    | U.S. Bank Stadium               |
| 24 de diciembre | 13:00     | Washington Commanders | 28 – 30   | New York Jets        | MetLife Stadium                 |
| 24 de diciembre | 13:00     | Seattle Seahawks      | 20 – 17   | Tennessee Titans     | Nissan Stadium                  |
| 24 de diciembre | 16:05     | Jacksonville Jaguars  | 12 – 30   | Tampa Bay Buccaneers | Raymond James Stadium           |
| 24 de diciembre | 16:25     | Arizona Cardinals     | 16 – 27   | Chicago Bears        | Soldier Field                   |
| 24 de diciembre | 16:25     | Dallas Cowboys        | 20 – 22   | Miami Dolphins       | Hard Rock Stadium               |
| 24 de diciembre | 20:15     | New England Patriots  | 26 – 23   | Denver Broncos       | Empower Field at Mile High      |
| 25 de diciembre | 13:00     | Las Vegas Raiders     | 20 – 14   | Kansas City Chiefs   | GEHA Field at Arrowhead Stadium |
| 25 de diciembre | 16:30     | New York Giants       | 25 – 33   | Philadelphia Eagles  | Lincoln Financial Field         |
| 25 de diciembre | 20:15     | Baltimore Ravens      | 33 – 19   | San Francisco 49ers  | Levi's Stadium                  |

| Semana 17       | Semana 17 | Semana 17            | Semana 17 | Semana 17             | Semana 17                       |
| Fecha           | Hora      | Visitante            | Resultado | Local                 | Estadio                         |
| --------------- | --------- | -------------------- | --------- | --------------------- | ------------------------------- |
| 28 de diciembre | 20:15     | New York Jets        | 20 – 37   | Cleveland Browns      | Cleveland Browns Stadium        |
| 30 de diciembre | 20:15     | Detroit Lions        | 19 – 20   | Dallas Cowboys        | AT&T Stadium                    |
| 31 de diciembre | 13:00     | Miami Dolphins       | 19 – 56   | Baltimore Ravens      | M&T Bank Stadium                |
| 31 de diciembre | 13:00     | New England Patriots | 21 – 27   | Buffalo Bills         | Highmark Stadium                |
| 31 de diciembre | 13:00     | Atlanta Falcons      | 17 – 37   | Chicago Bears         | Soldier Field                   |
| 31 de diciembre | 13:00     | Tennessee Titans     | 3 – 26    | Houston Texans        | NRG Stadium                     |
| 31 de diciembre | 13:00     | Las Vegas Raiders    | 20 – 23   | Indianapolis Colts    | Lucas Oil Stadium               |
| 31 de diciembre | 13:00     | Carolina Panthers    | 0 – 26    | Jacksonville Jaguars  | EverBank Stadium                |
| 31 de diciembre | 13:00     | Los Angeles Rams     | 26 – 25   | New York Giants       | MetLife Stadium                 |
| 31 de diciembre | 13:00     | Arizona Cardinals    | 35 – 31   | Philadelphia Eagles   | Lincoln Financial Field         |
| 31 de diciembre | 13:00     | New Orleans Saints   | 23 – 13   | Tampa Bay Buccaneers  | Raymond James Stadium           |
| 31 de diciembre | 13:00     | San Francisco 49ers  | 27 – 10   | Washington Commanders | FedEx Field                     |
| 31 de diciembre | 16:05     | Pittsburgh Steelers  | 30 – 23   | Seattle Seahawks      | Lumen Field                     |
| 31 de diciembre | 16:25     | Los Angeles Chargers | 9 – 16    | Denver Broncos        | Empower Field at Mile High      |
| 31 de diciembre | 16:25     | Cincinnati Bengals   | 17 – 25   | Kansas City Chiefs    | GEHA Field at Arrowhead Stadium |
| 31 de diciembre | 20:20     | Green Bay Packers    | 33 – 10   | Minnesota Vikings     | U.S. Bank Stadium               |

| Semana 18  | Semana 18 | Semana 18            | Semana 18 | Semana 18             | Semana 18               |
| Fecha      | Hora      | Visitante            | Resultado | Local                 | Estadio                 |
| ---------- | --------- | -------------------- | --------- | --------------------- | ----------------------- |
| 6 de enero | 16:30     | Pittsburgh Steelers  | 17 – 10   | Baltimore Ravens      | M&T Bank Stadium        |
| 6 de enero | 20:15     | Houston Texans       | 23 – 19   | Indianapolis Colts    | Lucas Oil Stadium       |
| 7 de enero | 13:00     | Tampa Bay Buccaneers | 9 – 0     | Carolina Panthers     | Bank of America Stadium |
| 7 de enero | 13:00     | Cleveland Browns     | 14 – 31   | Cincinnati Bengals    | Paycor Stadium          |
| 7 de enero | 13:00     | Minnesota Vikings    | 20 – 30   | Detroit Lions         | Ford Field              |
| 7 de enero | 13:00     | New York Jets        | 17 – 3    | New England Patriots  | Gillette Stadium        |
| 7 de enero | 13:00     | Atlanta Falcons      | 17 – 48   | New Orleans Saints    | Caesars Superdome       |
| 7 de enero | 13:00     | Jacksonville Jaguars | 20 – 28   | Tennessee Titans      | Nissan Stadium          |
| 7 de enero | 16:25     | Seattle Seahawks     | 21 – 20   | Arizona Cardinals     | State Farm Stadium      |
| 7 de enero | 16:25     | Chicago Bears        | 9 – 17    | Green Bay Packers     | Lambeau Field           |
| 7 de enero | 16:25     | Denver Broncos       | 14 – 27   | Las Vegas Raiders     | Allegiant Stadium       |
| 7 de enero | 16:25     | Kansas City Chiefs   | 13 – 12   | Los Angeles Chargers  | SoFi Stadium            |
| 7 de enero | 16:25     | Philadelphia Eagles  | 10 – 27   | New York Giants       | MetLife Stadium         |
| 7 de enero | 16:25     | Los Angeles Rams     | 21 – 20   | San Francisco 49ers   | Levi's Stadium          |
| 7 de enero | 16:25     | Dallas Cowboys       | 38 – 10   | Washington Commanders | FedEx Field             |
| 7 de enero | 20:20     | Buffalo Bills        | 21 – 14   | Miami Dolphins        | Hard Rock Stadium       |

## Clasificaciones

### Clasificación divisional
| AFC Este             | AFC Este | AFC Este | AFC Este | AFC Este | AFC Este | AFC Este | AFC Este | AFC Este |
| Equipo               | G        | P        | E        | CTE      | DIV      | CONF     | PF       | PC       |
| -------------------- | -------- | -------- | -------- | -------- | -------- | -------- | -------- | -------- |
| #2 Buffalo Bills     | 11       | 6        | 0        | .647     | 4–2      | 7–5      | 451      | 311      |
| #6 Miami Dolphins    | 11       | 6        | 0        | .647     | 4–2      | 7–5      | 496      | 391      |
| New York Jets        | 7        | 10       | 0        | .412     | 2–4      | 4–8      | 268      | 355      |
| New England Patriots | 4        | 13       | 0        | .235     | 2–4      | 4–8      | 236      | 366      |

| AFC Norte              | AFC Norte | AFC Norte | AFC Norte | AFC Norte | AFC Norte | AFC Norte | AFC Norte | AFC Norte |
| Equipo                 | G         | P         | E         | CTE       | DIV       | CONF      | PF        | PC        |
| ---------------------- | --------- | --------- | --------- | --------- | --------- | --------- | --------- | --------- |
| #1 Baltimore Ravens    | 13        | 4         | 0         | .765      | 3–3       | 8–4       | 483       | 280       |
| #5 Cleveland Browns    | 11        | 6         | 0         | .647      | 3–3       | 8–4       | 396       | 362       |
| #7 Pittsburgh Steelers | 10        | 7         | 0         | .588      | 5–1       | 7–5       | 304       | 324       |
| Cincinnati Bengals     | 9         | 8         | 0         | .529      | 1–5       | 4–8       | 366       | 384       |

| AFC Sur              | AFC Sur | AFC Sur | AFC Sur | AFC Sur | AFC Sur | AFC Sur | AFC Sur | AFC Sur |
| Equipo               | G       | P       | E       | CTE     | DIV     | CONF    | PF      | PC      |
| -------------------- | ------- | ------- | ------- | ------- | ------- | ------- | ------- | ------- |
| #4 Houston Texans    | 10      | 7       | 0       | .588    | 4–2     | 7–5     | 377     | 353     |
| Jacksonville Jaguars | 9       | 8       | 0       | .529    | 4–2     | 6–6     | 377     | 371     |
| Indianapolis Colts   | 9       | 8       | 0       | .529    | 3–3     | 7–5     | 396     | 415     |
| Tennessee Titans     | 6       | 11      | 0       | .353    | 1–5     | 4–8     | 305     | 367     |

| AFC Oeste             | AFC Oeste | AFC Oeste | AFC Oeste | AFC Oeste | AFC Oeste | AFC Oeste | AFC Oeste | AFC Oeste |
| Equipo                | G         | P         | E         | CTE       | DIV       | CONF      | PF        | PC        |
| --------------------- | --------- | --------- | --------- | --------- | --------- | --------- | --------- | --------- |
| #3 Kansas City Chiefs | 11        | 6         | 0         | .647      | 4–2       | 9–3       | 371       | 294       |
| Las Vegas Raiders     | 8         | 9         | 0         | .471      | 4–2       | 6–6       | 332       | 331       |
| Denver Broncos        | 8         | 9         | 0         | .471      | 3–3       | 5–7       | 357       | 413       |
| Los Angeles Chargers  | 5         | 12        | 0         | .294      | 1–5       | 3–9       | 346       | 398       |

| NFC Este               | NFC Este | NFC Este | NFC Este | NFC Este | NFC Este | NFC Este | NFC Este | NFC Este |
| Equipo                 | G        | P        | E        | CTE      | DIV      | CONF     | PF       | PC       |
| ---------------------- | -------- | -------- | -------- | -------- | -------- | -------- | -------- | -------- |
| #2 Dallas Cowboys      | 12       | 5        | 0        | .706     | 5–1      | 9–3      | 509      | 315      |
| #5 Philadelphia Eagles | 11       | 6        | 0        | .647     | 4–2      | 7–5      | 433      | 428      |
| New York Giants        | 6        | 11       | 0        | .353     | 3–3      | 5–7      | 266      | 407      |
| Washington Commanders  | 4        | 13       | 0        | .235     | 0–6      | 2–10     | 329      | 518      |

| NFC Norte            | NFC Norte | NFC Norte | NFC Norte | NFC Norte | NFC Norte | NFC Norte | NFC Norte | NFC Norte |
| Equipo               | G         | P         | E         | CTE       | DIV       | CONF      | PF        | PC        |
| -------------------- | --------- | --------- | --------- | --------- | --------- | --------- | --------- | --------- |
| #3 Detroit Lions     | 12        | 5         | 0         | .706      | 4–2       | 8–4       | 461       | 395       |
| #7 Green Bay Packers | 9         | 8         | 0         | .529      | 4–2       | 7–5       | 383       | 350       |
| Minnesota Vikings    | 7         | 10        | 0         | .412      | 2–4       | 6–6       | 344       | 362       |
| Chicago Bears        | 7         | 10        | 0         | .412      | 2–4       | 6–6       | 360       | 379       |

| NFC Sur                 | NFC Sur | NFC Sur | NFC Sur | NFC Sur | NFC Sur | NFC Sur | NFC Sur | NFC Sur |
| Equipo                  | G       | P       | E       | CTE     | DIV     | CONF    | PF      | PC      |
| ----------------------- | ------- | ------- | ------- | ------- | ------- | ------- | ------- | ------- |
| #4 Tampa Bay Buccaneers | 9       | 8       | 0       | .529    | 4–2     | 7–5     | 348     | 325     |
| New Orleans Saints      | 9       | 8       | 0       | .529    | 4–2     | 6–6     | 392     | 327     |
| Atlanta Falcons         | 7       | 10      | 0       | .412    | 3–3     | 4–8     | 321     | 373     |
| Carolina Panthers       | 2       | 15      | 0       | .118    | 1–5     | 1–11    | 236     | 416     |

| NFC Oeste              | NFC Oeste | NFC Oeste | NFC Oeste | NFC Oeste | NFC Oeste | NFC Oeste | NFC Oeste | NFC Oeste |
| Equipo                 | G         | P         | E         | CTE       | DIV       | CONF      | PF        | PC        |
| ---------------------- | --------- | --------- | --------- | --------- | --------- | --------- | --------- | --------- |
| #1 San Francisco 49ers | 12        | 5         | 0         | .706      | 5–1       | 10–2      | 491       | 298       |
| #6 Los Angeles Rams    | 10        | 7         | 0         | .588      | 5–1       | 8–4       | 404       | 377       |
| Seattle Seahawks       | 9         | 8         | 0         | .529      | 2–4       | 7–5       | 364       | 402       |
| Arizona Cardinals      | 4         | 13        | 0         | .235      | 0–6       | 3–9       | 330       | 455       |

     Campeón de división. 
     Clasificado como wildcard.
     Eliminado de playoffs.

### Clasificación por conferencias
| Conferencia Americana (AFC) | Conferencia Americana (AFC) | Conferencia Americana (AFC) | Conferencia Americana (AFC) | Conferencia Americana (AFC) | Conferencia Americana (AFC) | Conferencia Americana (AFC) | Conferencia Americana (AFC) | Conferencia Americana (AFC) | Conferencia Americana (AFC) | Conferencia Americana (AFC) |
| # | Equipo                      | División                    | G                           | P                           | E                           | CTE                         | DIV                         | CONF                        | FDC                         | FDV                         |
| --- | --------------------------- | --------------------------- | --------------------------- | --------------------------- | --------------------------- | --------------------------- | --------------------------- | --------------------------- | --------------------------- | --------------------------- |
| 1 | Baltimore Ravens z          | Norte                       | 13                          | 4                           | 0                           | .765                        | 3–3                         | 8–4                         | .543                        | .529                        |
| 2[a][b] | Buffalo Bills y             | Este                        | 11                          | 6                           | 0                           | .647                        | 4–2                         | 7–5                         | .471                        | .471                        |
| 3[a] | Kansas City Chiefs y        | Oeste                       | 11                          | 6                           | 0                           | .647                        | 4–2                         | 9–3                         | .481                        | .428                        |
| 4 | Houston Texans y            | Sur                         | 10                          | 7                           | 0                           | .588                        | 4–2                         | 7–5                         | .474                        | .465                        |
| ↑ Campeones divisionales ↑ |                             |                             |                             |                             |                             |                             |                             |                             |                             |                             |
| 5[c] | Cleveland Browns            | Norte                       | 11                          | 6                           | 0                           | .647                        | 3–3                         | 8–4                         | .536                        | .513                        |
| 6[b][c] | Miami Dolphins              | Este                        | 11                          | 6                           | 0                           | .647                        | 4–2                         | 7–5                         | .450                        | .358                        |
| 7 | Pittsburgh Steelers         | Norte                       | 10                          | 7                           | 0                           | .588                        | 5–1                         | 7–5                         | .540                        | .571                        |
| ↑ Wild Cards ↑ |                             |                             |                             |                             |                             |                             |                             |                             |                             |                             |
| 8[d] | Cincinnati Bengals          | Norte                       | 9                           | 8                           | 0                           | .529                        | 1–5                         | 4–8                         | .574                        | .536                        |
| 9[d][e] | Jacksonville Jaguars        | Sur                         | 9                           | 8                           | 0                           | .529                        | 4–2                         | 6–6                         | .533                        | .477                        |
| 10[e] | Indianapolis Colts          | Sur                         | 9                           | 8                           | 0                           | .529                        | 3–3                         | 7–5                         | .491                        | .444                        |
| 11[f] | Las Vegas Raiders           | Oeste                       | 8                           | 9                           | 0                           | .471                        | 4–2                         | 6–6                         | .488                        | .426                        |
| 12[f] | Denver Broncos              | Oeste                       | 8                           | 9                           | 0                           | .471                        | 3–3                         | 5–7                         | .488                        | .485                        |
| 13 | New York Jets               | Este                        | 7                           | 10                          | 0                           | .412                        | 2–4                         | 4–8                         | .502                        | .454                        |
| 14 | Tennessee Titans            | Sur                         | 6                           | 11                          | 0                           | .353                        | 1–5                         | 4–8                         | .522                        | .422                        |
| 15 | Los Angeles Chargers        | Oeste                       | 5                           | 12                          | 0                           | .294                        | 1–5                         | 3–9                         | .529                        | .388                        |
| 16 | New England Patriots        | Este                        | 4                           | 13                          | 0                           | .235                        | 2–4                         | 4–8                         | .522                        | .529                        |
| Desempates |                             |                             |                             |                             |                             |                             |                             |                             |                             |                             |
| [a] Buffalo desempata sobre Kansas City por haber ganado el enfrentamiento directo entre ellos. [b] Buffalo desempata sobre Miami por haber barrido la serie divisional entre ellos. [c] Cleveland desempata sobre Miami por tener mejor récord de conferencia. [d] Cincinnati desempata sobre Jacksonville por haber ganado el enfrentamiento directo entre ellos. El desempate divisional se usó para eliminar a Indianapolis, ver abajo. [e] Jacksonville desempata sobre Indianapolis por haber barrido la serie divisional entre ellos. [f] Las Vegas desempata sobre Denver por haber barrido la serie divisional entre ellos. |                             |                             |                             |                             |                             |                             |                             |                             |                             |                             |

| Conferencia Nacional (NFC) | Conferencia Nacional (NFC) | Conferencia Nacional (NFC) | Conferencia Nacional (NFC) | Conferencia Nacional (NFC) | Conferencia Nacional (NFC) | Conferencia Nacional (NFC) | Conferencia Nacional (NFC) | Conferencia Nacional (NFC) | Conferencia Nacional (NFC) | Conferencia Nacional (NFC) |
| # | Equipo                     | División                   | G                          | P                          | E                          | CTE                        | DIV                        | CONF                       | FDC                        | FDV                        |
| --- | -------------------------- | -------------------------- | -------------------------- | -------------------------- | -------------------------- | -------------------------- | -------------------------- | -------------------------- | -------------------------- | -------------------------- |
| 1[a] | San Francisco 49ers z      | Oeste                      | 12                         | 5                          | 0                          | .706                       | 5–1                        | 10–2                       | .509                       | .475                       |
| 2[a][b] | Dallas Cowboys y           | Este                       | 12                         | 5                          | 0                          | .706                       | 5–1                        | 9–3                        | .446                       | .392                       |
| 3[a][b] | Detroit Lions y            | Norte                      | 12                         | 5                          | 0                          | .706                       | 4–2                        | 8–4                        | .481                       | .436                       |
| 4[c] | Tampa Bay Buccaneers y     | Sur                        | 9                          | 8                          | 0                          | .529                       | 4–2                        | 7–5                        | .481                       | .379                       |
| ↑ Campeones divisionales ↑ |                            |                            |                            |                            |                            |                            |                            |                            |                            |                            |
| 5 | Philadelphia Eagles        | Este                       | 11                         | 6                          | 0                          | .647                       | 4–2                        | 7–5                        | .481                       | .476                       |
| 6 | Los Angeles Rams           | Oeste                      | 10                         | 7                          | 0                          | .588                       | 5–1                        | 8–4                        | .529                       | .453                       |
| 7[d][e] | Green Bay Packers          | Norte                      | 9                          | 8                          | 0                          | .529                       | 4–2                        | 7–5                        | .474                       | .458                       |
| ↑ Wild Cards ↑ |                            |                            |                            |                            |                            |                            |                            |                            |                            |                            |
| 8[d][e] | Seattle Seahawks           | Oeste                      | 9                          | 8                          | 0                          | .529                       | 2–4                        | 7–5                        | .512                       | .392                       |
| 9[c][d] | New Orleans Saints         | Sur                        | 9                          | 8                          | 0                          | .529                       | 4–2                        | 6–6                        | .433                       | .340                       |
| 10[f][g] | Minnesota Vikings          | Norte                      | 7                          | 10                         | 0                          | .412                       | 2–4                        | 6–6                        | .509                       | .454                       |
| 11[g][h] | Chicago Bears              | Norte                      | 7                          | 10                         | 0                          | .412                       | 2–4                        | 6–6                        | .464                       | .370                       |
| 12[f][h] | Atlanta Falcons            | Sur                        | 7                          | 10                         | 0                          | .412                       | 3–3                        | 4–8                        | .429                       | .462                       |
| 13 | New York Giants            | Este                       | 6                          | 11                         | 0                          | .353                       | 3–3                        | 5–7                        | .512                       | .353                       |
| 14[i] | Washington Commanders      | Este                       | 4                          | 13                         | 0                          | .235                       | 0–6                        | 2–10                       | .512                       | .338                       |
| 15[i] | Arizona Cardinals          | Oeste                      | 4                          | 13                         | 0                          | .235                       | 0–6                        | 3–9                        | .561                       | .588                       |
| 16 | Carolina Panthers          | Sur                        | 2                          | 15                         | 0                          | .118                       | 1–5                        | 1–11                       | .522                       | .500                       |
| Desempates |                            |                            |                            |                            |                            |                            |                            |                            |                            |                            |
| [a] San Francisco desempata sobre Dallas y Detroit por tener mejor récord de conferencia. [b] Dallas desempata sobre Detroit por haber ganado el enfrentamiento directo entre ellos. [c] Tampa Bay desempata sobre New Orleans por tener mejor récord de juegos en común. [d] Green Bay y Seattle desempatan sobre New Orleans por tener mejor récord de conferencia. [e] Green Bay desempata sobre Seattle por tener mayor fortaleza de victorias. [f] Minnesota desempata sobre Atlanta por haber ganado el enfrentamiento directo entre ellos. El desempate divisional se usó para eliminar a Chicago, ver abajo. [g] Minnesota desempata sobre Chicago por tener mejor récord de juegos en común. [h] Chicago desempata sobre Atlanta por haber ganado el enfrentamiento directo entre ellos. [i] Washington desempata sobre Arizona por haber ganado el enfrentamiento directo entre ellos. |                            |                            |                            |                            |                            |                            |                            |                            |                            |                            |

 #  N.º de clasificado por conferencia.

 z  Campeón de división, bye y ventaja de campo.

 y  Campeón de división.
    Wild Card.

     No clasificado para los playoffs.

## Postemporada
Los playoffs de 2023 están programados para comenzar el fin de semana del 13 al 15 de enero con la Ronda de Comodines. Habrá tres equipos Wild Card por conferencia, y solo el primer sembrado de cada conferencia podrá descansar en la primera ronda, denominado como bye. Dos juegos se disputarán en sábado, tres en domingo, y el juego restante, en lunes por la noche (Monday Night Football).
En la Ronda Divisional programada para el 21 y 22 de enero, el primer sembrado de cada conferencia jugará con el ganador clasificado como el peor sembrado y los dos ganadores restantes se enfrentarán entre sí. Los ganadores de esos juegos avanzarán a los Campeonatos de la Conferencia programados para el 29 de enero. El Super Bowl LVIII está programado para el 11 de febrero en el Allegiant Stadium de Paradise, Nevada con los ganadores de cada Campeonato de Conferencia enfrentándose entre sí.
Tras haber finalizado la temporada regular, los equipos que clasificaron a postemporada terminaron en las siguientes posiciones o sembrados por cada conferencia. 
| #  | AFC                 | AFC               | NFC                  | NFC               |
| -- | ------------------- | ----------------- | -------------------- | ----------------- |
| 1º | Baltimore Ravens    | Campeón del Norte | San Francisco 49ers  | Campeón del Oeste |
| 2º | Buffalo Bills       | Campeón del Este  | Dallas Cowboys       | Campeón del Este  |
| 3º | Kansas City Chiefs  | Campeón del Oeste | Detroit Lions        | Campeón del Norte |
| 4º | Houston Texans      | Campeón del Sur   | Tampa Bay Buccaneers | Campeón del Sur   |
| 5º | Cleveland Browns    | Wild Card         | Philadelphia Eagles  | Wild Card         |
| 6º | Miami Dolphins      | Wild Card         | Los Angeles Rams     | Wild Card         |
| 7º | Pittsburgh Steelers | Wild Card         | Green Bay Packers    | Wild Card         |

### Cuadro
|  | Ronda Wild Card                       | Ronda Wild Card                       | Ronda Wild Card                       |                                |                                | Ronda divisional               | Ronda divisional               | Ronda divisional               |                              |                    | Finales de conferencia         | Finales de conferencia            | Finales de conferencia            |                                   |  | Super Bowl LVIII | Super Bowl LVIII | Super Bowl LVIII |
|  |                                       |                                       |                                       |                                |                                |                                |                                |                                |                              |                    |                                |                                   |                                   |                                   |  |                  |                  |                  |
|  | 13 de enero – NRG Stadium             | 13 de enero – NRG Stadium             | 13 de enero – NRG Stadium             |                                |                                | 20 de enero – M&T Bank Stadium | 20 de enero – M&T Bank Stadium | 20 de enero – M&T Bank Stadium |                              |                    | 28 de enero – M&T Bank Stadium | 28 de enero – M&T Bank Stadium    | 28 de enero – M&T Bank Stadium    |                                   |  |                  |                  |                  |
|  | 13 de enero – NRG Stadium             | 13 de enero – NRG Stadium             | 13 de enero – NRG Stadium             |                                |                                | 20 de enero – M&T Bank Stadium | 20 de enero – M&T Bank Stadium | 20 de enero – M&T Bank Stadium |                              |                    | 28 de enero – M&T Bank Stadium | 28 de enero – M&T Bank Stadium    | 28 de enero – M&T Bank Stadium    |                                   |  |                  |                  |                  |
|  | 13 de enero – NRG Stadium             | 13 de enero – NRG Stadium             | 13 de enero – NRG Stadium             |                                |                                | 20 de enero – M&T Bank Stadium | 20 de enero – M&T Bank Stadium | 20 de enero – M&T Bank Stadium |                              |                    | 28 de enero – M&T Bank Stadium | 28 de enero – M&T Bank Stadium    | 28 de enero – M&T Bank Stadium    |                                   |  |                  |                  |                  |
|  | 4                                     | Houston Texans                        | 45                                    |                                |                                | 20 de enero – M&T Bank Stadium | 20 de enero – M&T Bank Stadium | 20 de enero – M&T Bank Stadium |                              |                    | 28 de enero – M&T Bank Stadium | 28 de enero – M&T Bank Stadium    | 28 de enero – M&T Bank Stadium    |                                   |  |                  |                  |                  |
|  | 4                                     | Houston Texans                        | 45                                    |                                |                                | 20 de enero – M&T Bank Stadium | 20 de enero – M&T Bank Stadium | 20 de enero – M&T Bank Stadium |                              |                    | 28 de enero – M&T Bank Stadium | 28 de enero – M&T Bank Stadium    | 28 de enero – M&T Bank Stadium    |                                   |  |                  |                  |                  |
|  | 5                                     | Cleveland Browns                      | 14                                    |                                |                                | 20 de enero – M&T Bank Stadium | 20 de enero – M&T Bank Stadium | 20 de enero – M&T Bank Stadium |                              |                    | 28 de enero – M&T Bank Stadium | 28 de enero – M&T Bank Stadium    | 28 de enero – M&T Bank Stadium    |                                   |  |                  |                  |                  |
|  | 5                                     | Cleveland Browns                      | 14                                    | 1                              | Baltimore Ravens               | 34                             |                                |                                |                              |                    | 28 de enero – M&T Bank Stadium | 28 de enero – M&T Bank Stadium    | 28 de enero – M&T Bank Stadium    |                                   |  |                  |                  |                  |
|  | 15 de enero – Highmark Stadium        |                                       |                                       | 1                              | Baltimore Ravens               | 34                             |                                |                                |                              |                    | 28 de enero – M&T Bank Stadium | 28 de enero – M&T Bank Stadium    | 28 de enero – M&T Bank Stadium    |                                   |  |                  |                  |                  |
|  | 4                                     | Houston Texans                        | 10                                    |                                |                                |                                |                                |                                |                              |                    | 28 de enero – M&T Bank Stadium | 28 de enero – M&T Bank Stadium    | 28 de enero – M&T Bank Stadium    |                                   |  |                  |                  |                  |
|  | 4                                     | Houston Texans                        | 10                                    |                                |                                |                                |                                |                                |                              |                    | 28 de enero – M&T Bank Stadium | 28 de enero – M&T Bank Stadium    | 28 de enero – M&T Bank Stadium    |                                   |  |                  |                  |                  |
|  | 2                                     | Buffalo Bills                         | 31                                    | 21 de enero – Highmark Stadium | 21 de enero – Highmark Stadium | 21 de enero – Highmark Stadium | 1                              | Baltimore Ravens               | 10                           |                    |                                |                                   |                                   |                                   |  |                  |                  |                  |
|  | 2                                     | Buffalo Bills                         | 31                                    | 21 de enero – Highmark Stadium | 21 de enero – Highmark Stadium | 21 de enero – Highmark Stadium | 1                              | Baltimore Ravens               | 10                           |                    |                                |                                   |                                   |                                   |  |                  |                  |                  |
|  | 7                                     | Pittsburgh Steelers                   | 17                                    | 21 de enero – Highmark Stadium | 21 de enero – Highmark Stadium | 21 de enero – Highmark Stadium |                                |                                | 3                            | Kansas City Chiefs | 17                             |                                   |                                   |                                   |  |                  |                  |                  |
|  | 7                                     | Pittsburgh Steelers                   | 17                                    | 21 de enero – Highmark Stadium | 21 de enero – Highmark Stadium | 21 de enero – Highmark Stadium |                                |                                | 3                            | Kansas City Chiefs | 17                             |                                   |                                   |                                   |  |                  |                  |                  |
|  | 13 de enero – GEHA Field at Arrowhead | 13 de enero – GEHA Field at Arrowhead | 13 de enero – GEHA Field at Arrowhead | 2                              | Buffalo Bills                  | 24                             | 28 de enero – Levi's Stadium   | 28 de enero – Levi's Stadium   | 28 de enero – Levi's Stadium |                    |                                |                                   |                                   |                                   |  |                  |                  |                  |
|  | 13 de enero – GEHA Field at Arrowhead | 13 de enero – GEHA Field at Arrowhead | 13 de enero – GEHA Field at Arrowhead | 2                              | Buffalo Bills                  | 24                             | 28 de enero – Levi's Stadium   | 28 de enero – Levi's Stadium   | 28 de enero – Levi's Stadium |                    |                                |                                   |                                   |                                   |  |                  |                  |                  |
|  | 13 de enero – GEHA Field at Arrowhead | 13 de enero – GEHA Field at Arrowhead | 13 de enero – GEHA Field at Arrowhead | 3                              | Kansas City Chiefs             | 27                             | 28 de enero – Levi's Stadium   | 28 de enero – Levi's Stadium   | 28 de enero – Levi's Stadium |                    |                                |                                   |                                   |                                   |  |                  |                  |                  |
|  | 3                                     | Kansas City Chiefs                    | 26                                    | 3                              | Kansas City Chiefs             | 27                             | 28 de enero – Levi's Stadium   | 28 de enero – Levi's Stadium   | 28 de enero – Levi's Stadium |                    |                                | 11 de febrero – Allegiant Stadium | 11 de febrero – Allegiant Stadium | 11 de febrero – Allegiant Stadium |  |                  |                  |                  |
|  | 3                                     | Kansas City Chiefs                    | 26                                    | 20 de enero – Levi's Stadium   |                                |                                | 28 de enero – Levi's Stadium   | 28 de enero – Levi's Stadium   | 28 de enero – Levi's Stadium |                    |                                | 11 de febrero – Allegiant Stadium | 11 de febrero – Allegiant Stadium | 11 de febrero – Allegiant Stadium |  |                  |                  |                  |
|  | 6                                     | Miami Dolphins                        | 7                                     |                                |                                |                                | 28 de enero – Levi's Stadium   | 28 de enero – Levi's Stadium   | 28 de enero – Levi's Stadium |                    |                                | 11 de febrero – Allegiant Stadium | 11 de febrero – Allegiant Stadium | 11 de febrero – Allegiant Stadium |  |                  |                  |                  |
|  | 6                                     | Miami Dolphins                        | 7                                     |                                |                                |                                | 28 de enero – Levi's Stadium   | 28 de enero – Levi's Stadium   | 28 de enero – Levi's Stadium |                    |                                | 11 de febrero – Allegiant Stadium | 11 de febrero – Allegiant Stadium | 11 de febrero – Allegiant Stadium |  |                  |                  |                  |
|  | 14 de enero – AT&T Stadium            | 14 de enero – AT&T Stadium            | 14 de enero – AT&T Stadium            | A3                             | Kansas City Chiefs (OT)        | 25                             | 28 de enero – Levi's Stadium   | 28 de enero – Levi's Stadium   | 28 de enero – Levi's Stadium |                    |                                |                                   |                                   |                                   |  |                  |                  |                  |
|  | 14 de enero – AT&T Stadium            | 14 de enero – AT&T Stadium            | 14 de enero – AT&T Stadium            | A3                             | Kansas City Chiefs (OT)        | 25                             | 28 de enero – Levi's Stadium   | 28 de enero – Levi's Stadium   | 28 de enero – Levi's Stadium |                    |                                |                                   |                                   |                                   |  |                  |                  |                  |
|  | 14 de enero – AT&T Stadium            | 14 de enero – AT&T Stadium            | 14 de enero – AT&T Stadium            | N1                             | San Francisco 49ers            | 22                             | 28 de enero – Levi's Stadium   | 28 de enero – Levi's Stadium   | 28 de enero – Levi's Stadium |                    |                                |                                   |                                   |                                   |  |                  |                  |                  |
|  | 14 de enero – AT&T Stadium            | 14 de enero – AT&T Stadium            | 14 de enero – AT&T Stadium            | N1                             | San Francisco 49ers            | 22                             | 28 de enero – Levi's Stadium   | 28 de enero – Levi's Stadium   | 28 de enero – Levi's Stadium |                    |                                |                                   |                                   |                                   |  |                  |                  |                  |
|  | 2                                     | Dallas Cowboys                        | 32                                    |                                |                                |                                | 28 de enero – Levi's Stadium   | 28 de enero – Levi's Stadium   | 28 de enero – Levi's Stadium |                    |                                |                                   |                                   |                                   |  |                  |                  |                  |
|  | 2                                     | Dallas Cowboys                        | 32                                    |                                |                                |                                | 28 de enero – Levi's Stadium   | 28 de enero – Levi's Stadium   | 28 de enero – Levi's Stadium |                    |                                |                                   |                                   |                                   |  |                  |                  |                  |
|  | 7                                     | Green Bay Packers                     | 48                                    |                                |                                |                                | 28 de enero – Levi's Stadium   | 28 de enero – Levi's Stadium   | 28 de enero – Levi's Stadium |                    |                                |                                   |                                   |                                   |  |                  |                  |                  |
|  | 7                                     | Green Bay Packers                     | 48                                    | 1                              | San Francisco 49ers            | 24                             | 28 de enero – Levi's Stadium   | 28 de enero – Levi's Stadium   | 28 de enero – Levi's Stadium |                    |                                |                                   |                                   |                                   |  |                  |                  |                  |
|  | 14 de enero – Ford Field              |                                       |                                       | 1                              | San Francisco 49ers            | 24                             | 28 de enero – Levi's Stadium   | 28 de enero – Levi's Stadium   | 28 de enero – Levi's Stadium |                    |                                |                                   |                                   |                                   |  |                  |                  |                  |
|  | 7                                     | Green Bay Packers                     | 21                                    |                                |                                |                                | 28 de enero – Levi's Stadium   | 28 de enero – Levi's Stadium   | 28 de enero – Levi's Stadium |                    |                                |                                   |                                   |                                   |  |                  |                  |                  |
|  | 7                                     | Green Bay Packers                     | 21                                    |                                |                                |                                | 28 de enero – Levi's Stadium   | 28 de enero – Levi's Stadium   | 28 de enero – Levi's Stadium |                    |                                |                                   |                                   |                                   |  |                  |                  |                  |
|  | 3                                     | Detroit Lions                         | 24                                    | 21 de enero – Ford Field       | 21 de enero – Ford Field       | 21 de enero – Ford Field       | 1                              | San Francisco 49ers            | 34                           |                    |                                |                                   |                                   |                                   |  |                  |                  |                  |
|  | 3                                     | Detroit Lions                         | 24                                    | 21 de enero – Ford Field       | 21 de enero – Ford Field       | 21 de enero – Ford Field       | 1                              | San Francisco 49ers            | 34                           |                    |                                |                                   |                                   |                                   |  |                  |                  |                  |
|  | 6                                     | Los Angeles Rams                      | 23                                    | 21 de enero – Ford Field       | 21 de enero – Ford Field       | 21 de enero – Ford Field       |                                |                                | 3                            | Detroit Lions      | 31                             |                                   |                                   |                                   |  |                  |                  |                  |
|  | 6                                     | Los Angeles Rams                      | 23                                    | 21 de enero – Ford Field       | 21 de enero – Ford Field       | 21 de enero – Ford Field       |                                |                                | 3                            | Detroit Lions      | 31                             |                                   |                                   |                                   |  |                  |                  |                  |
|  | 15 de enero – Raymond James Stadium   | 15 de enero – Raymond James Stadium   | 15 de enero – Raymond James Stadium   | 3                              | Detroit Lions                  | 31                             |                                |                                |                              |                    |                                |                                   |                                   |                                   |  |                  |                  |                  |
|  | 15 de enero – Raymond James Stadium   | 15 de enero – Raymond James Stadium   | 15 de enero – Raymond James Stadium   | 3                              | Detroit Lions                  | 31                             |                                |                                |                              |                    |                                |                                   |                                   |                                   |  |                  |                  |                  |
|  | 15 de enero – Raymond James Stadium   | 15 de enero – Raymond James Stadium   | 15 de enero – Raymond James Stadium   | 4                              | Tampa Bay Buccaneers           | 23                             |                                |                                |                              |                    |                                |                                   |                                   |                                   |  |                  |                  |                  |
|  | 4                                     | Tampa Bay Buccaneers                  | 32                                    | 4                              | Tampa Bay Buccaneers           | 23                             |                                |                                |                              |                    |                                |                                   |                                   |                                   |  |                  |                  |                  |
|  | 4                                     | Tampa Bay Buccaneers                  | 32                                    |                                |                                |                                |                                |                                |                              |                    |                                |                                   |                                   |                                   |  |                  |                  |                  |
|  | 5                                     | Philadelphia Eagles                   | 9                                     |                                |                                |                                |                                |                                |                              |                    |                                |                                   |                                   |                                   |  |                  |                  |                  |
|  | 5                                     | Philadelphia Eagles                   | 9                                     |                                |                                |                                |                                |                                |                              |                    |                                |                                   |                                   |                                   |  |                  |                  |                  |

### Partidos
| Fecha                  | Inicio          | Visitante            | Resultado       | Local                | Estadio                                              |
| Ronda Wild Card        | Ronda Wild Card | Ronda Wild Card      | Ronda Wild Card | Ronda Wild Card      | Ronda Wild Card                                      |
| ---------------------- | --------------- | -------------------- | --------------- | -------------------- | ---------------------------------------------------- |
| 13 de enero de 2024    | 16:30           | Cleveland Browns     | 14 – 45         | Houston Texans       | NRG Stadium, Houston, Texas                          |
| 13 de enero de 2024    | 20:15           | Miami Dolphins       | 7 – 26          | Kansas City Chiefs   | GEHA Field at Arrowhead Stadium, Kansas City, Misuri |
| 14 de enero de 2024    | 16:30           | Green Bay Packers    | 48 – 32         | Dallas Cowboys       | AT&T Stadium, Arlington, Texas                       |
| 14 de enero de 2024    | 20:15           | Los Angeles Rams     | 23 – 24         | Detroit Lions        | Ford Field, Detroit, Míchigan                        |
| 15 de enero de 2024    | 16:30           | Pittsburgh Steelers  | 17 – 31         | Buffalo Bills        | Highmark Stadium, Orchard Park, Nueva York           |
| 15 de enero de 2024    | 20:15           | Philadelphia Eagles  | 9 – 32          | Tampa Bay Buccaneers | Raymond James Stadium, Tampa, Florida                |
| Ronda divisional       |                 |                      |                 |                      |                                                      |
| 20 de enero de 2024    | 16:30           | Houston Texans       | 10 – 34         | Baltimore Ravens     | M&T Bank Stadium, Baltimore, Maryland                |
| 20 de enero de 2024    | 20:15           | Green Bay Packers    | 21 – 24         | San Francisco 49ers  | Levi's Stadium, Santa Clara, California              |
| 21 de enero de 2024    | 15:00           | Tampa Bay Buccaneers | 23 – 31         | Detroit Lions        | Ford Field, Detroit, Míchigan                        |
| 21 de enero de 2024    | 18:30           | Kansas City Chiefs   | 27 – 24         | Buffalo Bills        | Highmark Stadium, Orchard Park, Nueva York           |
| Finales de conferencia |                 |                      |                 |                      |                                                      |
| 28 de enero de 2024    | 15:00           | Kansas City Chiefs   | 17 – 10         | Baltimore Ravens     | M&T Bank Stadium, Baltimore, Maryland                |
| 28 de enero de 2024    | 18:30           | Detroit Lions        | 31 – 34         | San Francisco 49ers  | Levi's Stadium, Santa Clara, California              |
| Super Bowl LVIII       |                 |                      |                 |                      |                                                      |
| 11 de febrero de 2024  | 18:30           | San Francisco 49ers  | 22 – 25 (OT)    | Kansas City Chiefs   | Allegiant Stadium, Paradise, Nevada                  |

CAMPEÓN

Kansas City Chiefs

4ª Super Bowl

## Premios

### Individuales
| Premio                       | Ganador             | Posición              | Equipo              |
| ---------------------------- | ------------------- | --------------------- | ------------------- |
| Jugador Más Valioso          | Lamar Jackson       | Quarterback           | Baltimore Ravens    |
| Jugador Ofensivo del Año     | Christian McCaffrey | Running back          | San Francisco 49ers |
| Jugador Defensivo del Año    | Myles Garrett       | Defensive end         | Cleveland Browns    |
| Entrenador del Año           | Kevin Stefanski     | Head Coach            | Cleveland Browns    |
| Entrenador Asistente del Año | Jim Schwartz        | Coordinador Defensivo | Cleveland Browns    |
| Rookie del Año               | C. J. Stroud        | Quarterback           | Houston Texans      |
| Rookie Ofensivo del Año      | C. J. Stroud        | Quarterback           | Houston Texans      |
| Rookie Defensivo del Año     | Will Anderson Jr.   | Defensive end         | Houston Texans      |
| Jugador Regreso del Año      | Joe Flacco          | Quarterback           | Cleveland Browns    |
| Hombre del Año               | Cameron Heyward     | Defensive tackle      | Pittsburgh Steelers |

### Equipo All-Pro
Los jugadores fueron nombrados al equipo All-Pro por Associated Press el 12 de enero de 2024.
| Ofensivo         | Ofensivo                                                          |
| ---------------- | ----------------------------------------------------------------- |
| Quarterback      | Lamar Jackson, Baltimore                                          |
| Running back     | Christian McCaffrey, San Francisco                                |
| Wide receiver    | Tyreek Hill, Miami CeeDee Lamb, Dallas Amon-Ra St. Brown, Detroit |
| Tight end        | George Kittle, San Francisco                                      |
| Tackle izquierdo | Trent Williams, San Francisco                                     |
| Guard izquierdo  | Joe Thuney, Kansas City                                           |
| Center           | Jason Kelce, Philadelphia                                         |
| Guard derecho    | Zack Martin, Dallas                                               |
| Tackle derecho   | Penei Sewell, Detroit                                             |

| Defensivo        | Defensivo                                                                      |
| ---------------- | ------------------------------------------------------------------------------ |
| Defensive end    | Myles Garrett, Cleveland T. J. Watt, Pittsburgh                                |
| Defensive tackle | Aaron Donald, L. A. Rams Chris Jones, Kansas City                              |
| Linebacker       | Fred Warner, San Francisco Roquan Smith, Baltimore Quincy Williams, N. Y. Jets |
| Cornerback       | DaRon Bland, Dallas Sauce Gardner, N. Y. Jets Trent McDuffie, Kansas City      |
| Safety           | Kyle Hamilton, Baltimore Antoine Winfield Jr., Tampa Bay                       |

| Equipos especiales | Equipos especiales          |
| ------------------ | --------------------------- |
| Kicker             | Brandon Aubrey, Dallas      |
| Punter             | A. J. Cole III, Las Vegas   |
| Kick returner      | Keisean Nixon, Green Bay    |
| Punt returner      | Rashid Shaheed, New Orleans |
| Equipo especial    | Miles Killebrew, Pittsburgh |
| Long snapper       | Ross Matiscik, Jacksonville |

### Jugador de la Semana/Mes
Los siguientes fueron elegidos jugadores de la semana y del mes durante la temporada 2023:
| Semana/Mes | Jugador ofensivo             | Jugador ofensivo                 | Jugador defensivo              | Jugador defensivo                   | Equipos especiales           | Equipos especiales              |
| Semana/Mes | AFC                          | NFC                              | AFC                            | NFC                                 | AFC                          | NFC                             |
| ---------- | ---------------------------- | -------------------------------- | ------------------------------ | ----------------------------------- | ---------------------------- | ------------------------------- |
| 1          | Tua Tagovailoa QB (Dolphins) | Brandon Aiyuk WR (49ers)         | Jordan Whitehead S (Jets)      | Jessie Bates S (Falcons)            | Xavier Gipson PR (Jets)      | Jake Elliott K (Eagles)         |
| 2          | Josh Allen QB (Bills)        | D'Andre Swift RB (Eagles)        | Alex Highsmith LB (Steelers)   | Micah Parsons LB (Cowboys)          | Nick Folk K (Titans)         | Jake Camarda P (Buccaneers)     |
| 3          | De'Von Achane RB (Dolphins)  | Kenneth Walker III RB (Seahawks) | Terrel Bernard LB (Bills)      | Aidan Hutchinson DE (Lions)         | Matt Gay K (Colts)           | Matt Prater K (Cardinals)       |
| Sept.      | Tua Tagovailoa QB (Dolphins) | Christian McCaffrey RB (49ers)   | T. J. Watt LB (Steelers)       | Micah Parsons LB (Cowboys)          | Tyler Bass K (Bills)         | Jake Camarda P (Buccaneers)     |
| 4          | Josh Allen QB (Bills)        | Christian McCaffrey RB (49ers)   | Khalil Mack LB (Chargers)      | Devon Witherspoon CB (Seahawks)     | Brandon McManus K (Jaguars)  | Jake Elliott K (Eagles)         |
| 5          | Ja'Marr Chase WR (Bengals)   | D. J. Moore WR (Bears)           | Maxx Crosby DE (Raiders)       | Fred Warner LB (49ers)              | Greg Zuerlein K (Jets)       | Blake Grupe K (Saints)          |
| 6          | Raheem Mostert RB (Dolphins) | Jared Goff QB (Lions)            | Blake Cashman LB (Texans)      | Jordan Hicks LB (Vikings)           | Dustin Hopkins K (Browns)    | Jamison Crowder PR (Commanders) |
| 7          | Lamar Jackson QB (Ravens)    | A. J. Brown WR (Eagles)          | Myles Garrett DE (Browns)      | Camryn Bynum S (Vikings)            | Dustin Hopkins K (Browns)    | Younghoe Koo K (Falcons)        |
| 8          | Joe Burrow QB (Bengals)      | Jalen Hurts QB (Eagles)          | Justin Simmons S (Broncos)     | Frankie Luvu LB (Panthers)          | Thomas Morstead P (Jets)     | Brandon Aubrey K (Cowboys)      |
| Oct.       | Tyreek Hill WR (Dolphins)    | A. J. Brown WR (Eagles)          | Quincy Williams LB (Jets)      | Danielle Hunter LB (Vikings)        | Brandon McManus K (Jaguars)  | Brandon Aubrey K (Cowboys)      |
| 9          | C. J. Stroud QB (Texans)     | Joshua Dobbs QB (Vikings)        | Kenny Moore II CB (Colts)      | Paulson Adebo CB (Saints)           | Derius Davis PR (Chargers)   | Tress Way P (Commanders)        |
| 10         | Devin Singletary RB (Texans) | CeeDee Lamb WR (Cowboys)         | Robert Spillane LB (Raiders)   | Nick Bosa DE (49ers)                | Marvin Mims Jr. PR (Broncos) | Jason Myers K (Seahawks)        |
| 11         | Trevor Lawrence QB (Jaguars) | Brock Purdy QB (49ers)           | Jalen Ramsey CB (Dolphins)     | DaRon Bland CB (Cowboys)            | Reggie Gilliam FB (Bills)    | Ethan Evans P (Rams)            |
| 12         | Patrick Mahomes QB (Chiefs)  | Kyren Williams RB (Rams)         | Josh Allen LB (Jaguars)        | Jessie Bates S (Falcons)            | Brandon McManus K (Jaguars)  | Jake Elliott K (Eagles)         |
| Nov.       | C. J. Stroud QB (Texans)     | Dak Prescott QB (Cowboys)        | Khalil Mack LB (Chargers)      | DaRon Bland CB (Cowboys)            | Wil Lutz K (Broncos)         | Cairo Santos K (Bears)          |
| 13         | Jake Browning QB (Bengals)   | Deebo Samuel WR (49ers)          | Derek Stingley Jr. CB (Texans) | Antoine Winfield Jr. S (Buccaneers) | J. K. Scott P (Chargers)     | Jalen Reeves-Maybin LB (Lions)  |
| 14         | Zach Wilson QB (Jets)        | Tommy DeVito QB (Giants)         | Harold Landry LB (Titans)      | Ivan Pace Jr. LB (Vikings)          | Tylan Wallace PR (Ravens)    | Brandon Aubrey K (Cowboys)      |
| 15         | James Cook RB (Bills)        | Baker Mayfield QB (Buccaneers)   | Bradley Chubb LB (Dolphins)    | Julian Love S (Seahawks)            | Ka'imi Fairbairn K (Texans)  | Eddy Piñeiro K (Panthers)       |
| 16         | Amari Cooper WR (Browns)     | Puka Nacua WR (Rams)             | Kyle Hamilton S (Ravens)       | Ifeatu Melifonwu S (Lions)          | Jason Sanders K (Dolphins)   | Younghoe Koo K (Falcons)        |
| 17         | Lamar Jackson QB (Ravens)    | Jordan Love QB (Packers)         | Rasul Douglas CB (Bills)       | Tyrique Stevenson CB (Bears)        | Harrison Butker K (Chiefs)   | Gunner Olszewski PR (Giants)    |
| 18         | C. J. Stroud QB (Texans)     | Jordan Love QB (Packers)         | T. J. Watt LB (Steelers)       | Antoine Winfield Jr. S (Buccaneers) | Deonte Harty PR (Bills)      | Jamie Gillan P (Giants)         |
| Dic./Ene.  | Lamar Jackson QB (Ravens)    | Christian McCaffrey RB (49ers)   | Derek Stingley Jr. CB (Texans) | Antoine Winfield Jr. S (Buccaneers) | Sam Martin P (Bills)         | Brandon Aubrey K (Cowboys)      |

### Rookie del Mes
| Mes       | Rookie                      | Rookie                           |
| Mes       | Ofensivo                    | Defensivo                        |
| --------- | --------------------------- | -------------------------------- |
| Sept.     | C. J. Stroud QB (Texans)    | Christian González CB (Patriots) |
| Oct.      | Jordan Addison WR (Vikings) | Devon Witherspoon CB (Seahawks)  |
| Nov.      | C. J. Stroud QB (Texans)    | Calijah Kancey DT (Buccaneers)   |
| Dic./Ene. | Puka Nacua WR (Rams)        | Kobie Turner DT (Rams)           |

## Estadios

### Cambios de denominación
- El 13 de abril de 2023, se anunció oficialmente que los Cleveland Browns y la corporación de energía FirstEnergy acordaron la ruptura del vínculo de denominación del FirstEnergy Stadium en que juega la franquicia deportiva por el involucramiento de FirstEnergy en el escándalo de soborno nuclear de Ohio. Con esto el recinto pasa de nombrarse FirstEnergy Stadium a Cleveland Browns Stadium, denominación que ocupó de 1999 a 2012.[77] El acuerdo con FirstEnergy estaba previsto para cumplirse hasta 2029, previo al escándalo de corrupción antes mencionado que cortó la relación.
- El 23 de junio de 2023, los Jacksonville Jaguars anunciaron que su estadio, TIAA Bank Field, cambiaba de denominiación a EverBank Stadium antes de que iniciara la temporada.[78] Esto debido a que TIAA, la empresa propietaria de TIAA Bank, acordó vender el banco a un grupo de inversores con experiencia financiera, completando el cambio de identidad de la marca, regresando al que era su antiguo nombre, EverBank.[78]

## Eventos notables

### Suspensiones por apuestas
El 21 de abril de 2023, la NFL suspendió a tres jugadores de manera indefinida (Dos de los Lions: Quintez Cephus, wide receiver; C. J. Moore, safety, sumado al defensive end de los Commanders Shaka Toney), y a los wide receivers de los Lions, Stanley Berryhill. Todos ellos fueron sancionados por infringir la política de apuestas de la liga. Detroit, tras enterarse de la noticia, despidió tanto a Cephus como a Moore.
El 29 de junio, la NFL suspendió a tres jugadores más de manera indefinida (Dos jugadores de los Colts: el cornerback Isaiah Rodgers y el linebacker Rashod Berry, además del liniero defensivo agente libre Demetrius Taylor) tras descubrir que apostaron en partidos de la liga en 2022. La organización también castigó al liniero ofensivo de los Titans, Nicholas Petit-Frère por seis encuentros tras violar la política de apuestas por apostar en partidos no relacionados con la NFL estando en las instalaciones de entrenamiento de su equipo. Todos los jugadores que fueron suspendidos indefinidamente tienen permitido regresar a jugar después de esta temporada 2023.
El 24 de julio, el liniero defensivo de los Broncos Eyioma Uwazurike fue suspendido de manera indefinida, también por infringir la política de apuestas de la NFL.

### Venta de losWashington Commanders
Tras una presión incesante de los otros 31 dueños de la liga para que vendiera la franquicia, Dan Snyder contrató a la organización financiera BofA Securities para buscar posibles compradores en noviembre de 2022. En mayo de 2023, Snyder llegó a un acuerdo para vender a los Commanders por $6.05 mil millones de USD a un grupo inversor liderado por Josh Harris, propietario de las franquicias Philadelphia 76ers de la NBA y New Jersey Devils de la NHL. El grupo tiene 20 socios limitados que valen $100 mil millones de USD. La venta fue la más alta que se pagó por una franquicia deportiva en Estados Unidos y fue aprobada por unanimidad por la NFL el 20 de julio de 2023.